# Renault F1
La Alpine F1 Team, nota negli anni 1977-1985, 2002-2011 e 2016-2020 come Renault F1, è una scuderia francese di Formula 1 con sede a Enstone, nel Regno Unito, sezione sportiva della casa automobilistica Renault. Dal 2022 viene iscritta al campionato mondiale di Formula 1 con il nome di BWT Alpine F1 Team, per motivi di sponsorizzazione.
È stata presente nella massima categoria in tre fasi distinte: dal 1977 al 1985 con una squadra completa che introdusse l'innovazione del motore con turbocompressore; dal 2002 al 2011 nuovamente con un team proprio, dopo aver rilevato la squadra Benetton di cui ha conservato la struttura e la sede a Enstone nel Regno Unito; e dal 2016 sempre come costruttore a tempo pieno, dopo la riacquisizione della Lotus F1 Team che l'aveva sostituita a partire dal 2012 (con la Renault che diventa solo fornitrice di motori fino al 2014), con il nome di Renault Sport F1 Team.
Ha vinto i suoi primi 15 Gran Premi fra il 1977 e il 1985, ma i titoli mondiali (2 piloti e 2 costruttori) sono arrivati solo dopo il ritorno in prima persona in Formula 1, nel 2005 e nel 2006 con Fernando Alonso. Alla fine della stagione 2010 la Genii Capital ha acquistato interamente il team francese e nel 2011 ha corso con licenza britannica con il nome di Lotus Renault GP, visto l'accordo di sponsorizzazione con la Lotus Cars.
Nel 1986, dal 1989 al 1997, nel 2001 e dal 2012 al 2015 è stata presente solamente come fornitore di motori (6 titoli consecutivi dal 1992 al 1997).

## Storia

### Dagli esordi ai primi successi (1977-1985)

#### Fase di assestamento

##### 1977

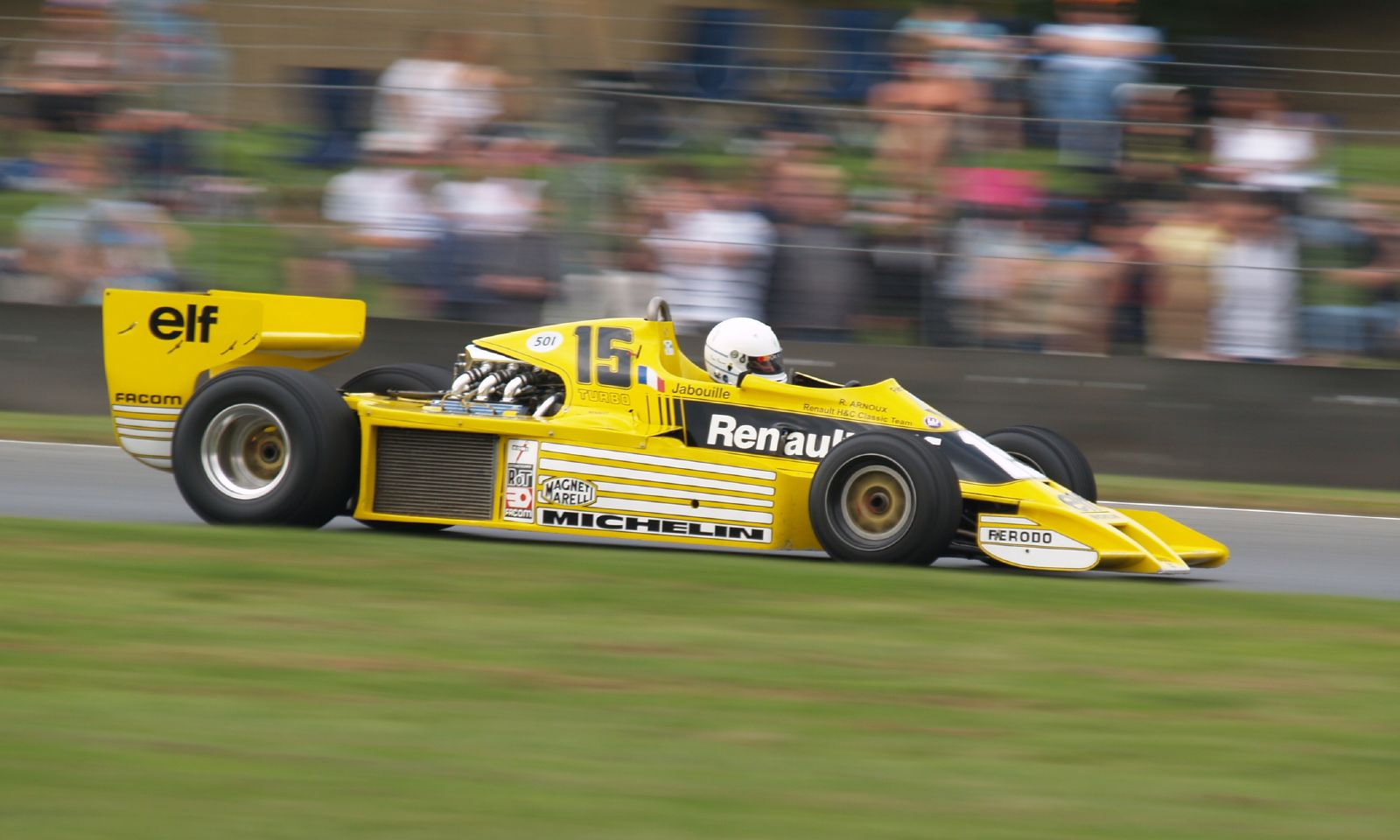
René Arnoux alla guida della Renault RS01 del 1977, che fu di Jean-Pierre Jabouille, in una manifestazione nel 2007

Il primo ingresso di Renault in Formula 1 avvenne attraverso la controllata Renault Sport. Renault disputò quattro gare del campionato 1977 con una singola macchina, guidata da Jean-Pierre Jabouille. La Renault RS01 si faceva notare per il suo motore, un Gordini V6 da 1 500 cm³ turbocompresso, il primo motore di questo tipo usato nella storia della Formula 1, collaudato inizialmente sulla Alpine A500. La vettura di Jabouille, e in particolare il motore, si dimostrarono molto inaffidabili, nonostante la potenza, e non riuscì a terminare nessuna delle gare a cui prese parte. Il motore derivava dal V6 di 1 997 cm³ di Formula 2, da cui era stata derivata anche la versione sovralimentata che veniva usata dalla stessa Renault nelle gare di durata sul modello Renault Alpine A442.

##### 1978
La stagione 1978 non fu migliore della prima, considerando i quattro ritiri consecutivi dovuti a rotture del motore. Verso la fine dell'anno si ebbero comunque dei segnali positivi: la RS01 ottenne due volte il terzo posto in griglia e verso fine stagione riuscì anche a terminare una gara, a Watkins Glen, a giri pieni, cosa che fino a quel momento era stato un miraggio. La squadra ottenne così i suoi primi punti in Formula 1, con un quarto posto, che le valsero la dodicesima posizione nei costruttori.

##### 1979
Nel 1979 Renault decise di aumentare il proprio impegno, schierando due vetture e affiancando a Jabouille un altro francese, René Arnoux. L'inizio fu ancora piuttosto difficile, anche se Jabouille conquistò la prima pole position in Sudafrica. Verso metà stagione, entrambi i piloti ebbero a disposizione la RS10 ad effetto suolo, necessaria per lottare nel gruppo di testa. Il Gran Premio di Francia, a Digione, rappresentò un momento storico: le Renault conquistarono l'intera prima fila, e Jabouille andò a vincere dopo aver ottenuto la pole. Fu la prima vittoria per un motore turbocompresso in Formula 1. Alle sue spalle, Arnoux dovette accontentarsi del terzo posto, dopo una lotta serratissima con Gilles Villeneuve su Ferrari nei giri conclusivi. Le gare successive non furono altrettanto fortunate per Jabouille, di nuovo alle prese con problemi tecnici, mentre Arnoux ottenne subito un secondo posto, in Gran Bretagna, che replicò nella gara finale di Watkins Glen. I 26 punti ottenuti dai due piloti portarono Renault al 6º posto nel campionato costruttori.

##### 1980
Allo storico 1979 seguì una stagione 1980 con alti e bassi: Jabouille ebbe problemi di affidabilità, con una serie di ritiri interrotti quasi solamente dalla vittoria al Gran Premio d'Austria. Nel corso del Gran Premio del Canada fu vittima di un grave incidente, in cui subì gravi ferite alle gambe. La sua carriera si concluse praticamente lì, anche se tentò un rientro con la Ligier-Matra negli anni successivi. Arnoux, al contrario, aveva cominciato la stagione con due vittorie nelle prime 3 gare, che lo avevano proiettato al comando del mondiale. Anche per lui cominciarono poi delle difficoltà, e nel resto della stagione ottenne solo un altro secondo posto e due ulteriori piazzamenti a punti. In ogni caso, la squadra migliorava sia sotto il profilo dei punti, sia sotto quello del piazzamento, raggiungendo il 4º posto fra i costruttori.

#### Scalata alle posizioni di vertice

##### 1981
Nel 1981 la Renault assunse Alain Prost, confermando la natura tutta francese del team. Nonostante la minore esperienza rispetto ad Arnoux, Prost riuscì a conquistare un posto di riguardo in squadra per il contributo al lavoro di sviluppo. Dopo un terzo posto in Argentina, le vetture ebbero prestazioni alterne a causa del ritardo nell'implementazione dei correttori di assetto: tutte le squadre avevano cominciato ad utilizzarli, dopo l'introduzione da parte della Brabham, in modo da poter avere un ottimo effetto suolo in gara, per poi presentarsi regolari alle verifiche sull'altezza minima. Una volta risolto questo problema tecnico, le prestazioni migliorarono: Prost ottenne la sua prima vittoria ancora in Francia, a Digione, confermandosi poi con due secondi posti e altre due vittorie in Olanda e in Italia. Arnoux fu meno costante, arrivando a mancare la qualificazione a Zolder, e ottenendo al massimo un secondo posto in Austria. A fine stagione la Renault risultò terza, con 54 punti.

##### 1982
La stagione 1982 fu del tutto particolare, e anche la Renault fu vittima di prestazioni altalenanti e polemiche interne alla squadra, nonostante avesse confermato la collaudata coppia di piloti della stagione precedente. Prost aprì la stagione con due vittorie, imponendosi come candidato al titolo, mentre Arnoux, dopo il terzo posto della prima gara, non ebbe risultati di rilievo per la prima parte della stagione, costellata di ritiri. Anche Prost fu vittima di una serie di ritiri, per cui non incrementò il suo punteggio fino alla seconda parte della stagione. Particolarmente negativo il Gran Premio di San Marino: in una gara che vedeva al via solo 14 vetture, e che in pratica era incentrata sulla lotta fra le Renault e le Ferrari, queste ultime conquistarono una doppietta, mentre le vetture francesi un doppio ritiro per problemi meccanici. Il Gran Premio di Francia vide ancora una vittoria Renault, con una doppietta, ma anche la polemica fra i due piloti che distrusse l'armonia interna della squadra: Prost ed Arnoux si erano accordati per favorire il pilota meglio piazzato nel mondiale, ossia Prost, ma una volta in gara, Arnoux si rifiutò di lasciare strada al compagno e andò a vincere. In questo modo danneggiò decisamente la rincorsa di Prost al mondiale. Arnoux vinse ancora il Gran Premio d'Italia, quando aveva già annunciato il suo passaggio in Ferrari, mentre Prost ottenne solo un altro secondo posto e non riuscì ad arrivare a giocarsi il titolo. La Renault confermò il terzo posto della stagione precedente, aumentando ancora i punti ottenuti.

##### 1983

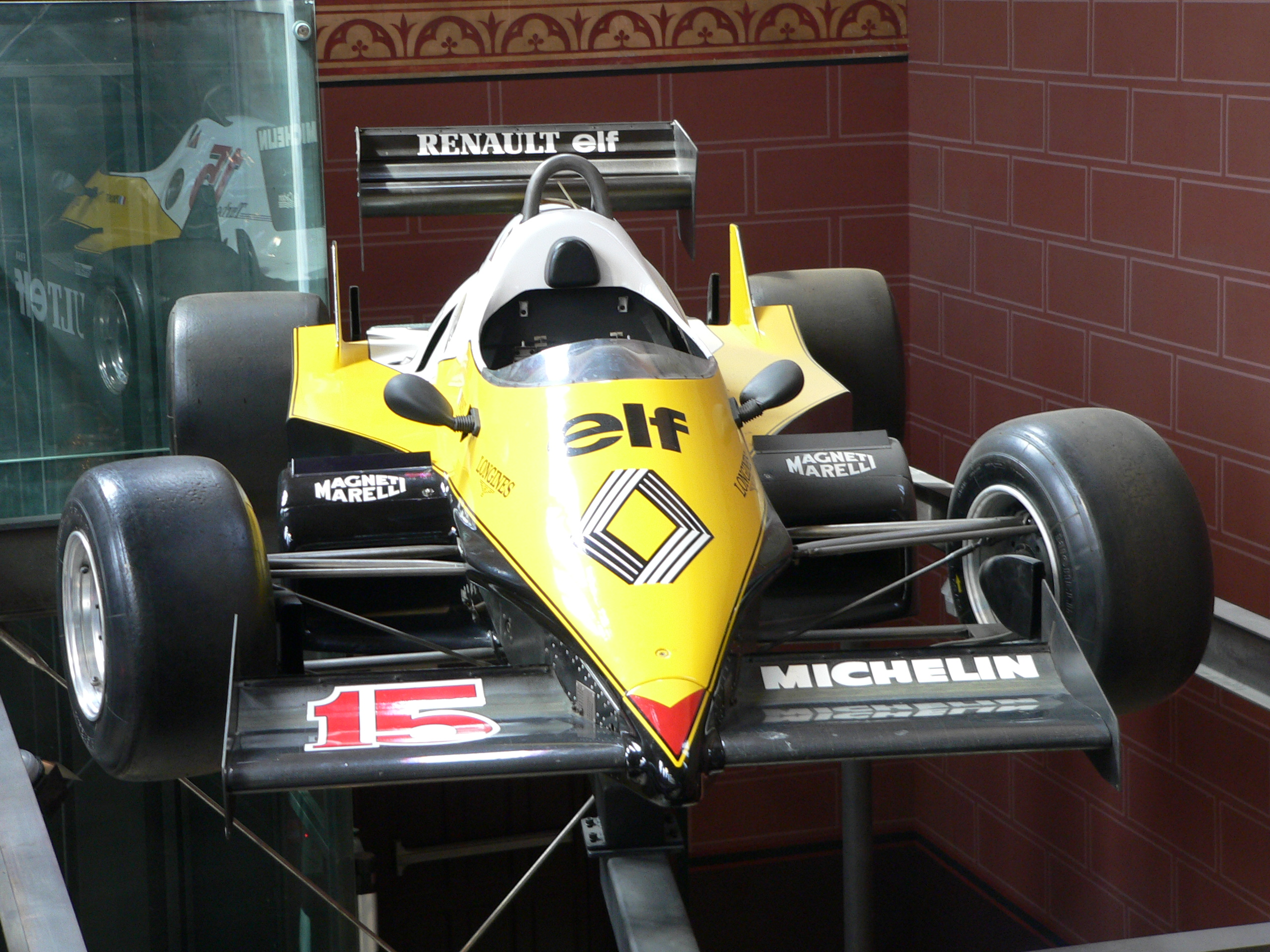
La Renault RE40 di Alain Prost del 1983

Il 1983 pareva essere finalmente l'anno in cui concretizzare la rincorsa al titolo: a Prost, prima guida indiscussa, venne affiancato Eddie Cheever. L'italo-americano svolse bene il suo lavoro di gregario, salendo 4 volte sul podio, ma era Prost il pilota destinato a lottare per il titolo. Gli altri pretendenti al titolo, mano a mano che la stagione avanzava, si ridussero a Nelson Piquet, con la Brabham-BMW, e Arnoux su Ferrari. Prost ottenne 4 vittorie e diversi altri piazzamenti a punti, ma il suo rendimento nel finale permise a Piquet di rimontare, e di vincere all'ultima gara, complice una rottura del motore sulla vettura di Prost. Nelle settimane successive alla fine del mondiale, si susseguirono indiscrezioni secondo cui la Brabham di Piquet avesse utilizzato carburante non regolamentare in alcune gare, ma la Renault preferì non cercare di ottenere il titolo per via giudiziaria, dopo averlo perso in pista, e la cosa non ebbe seguito concreto. Nonostante il titolo mancato, il 1983 sarebbe rimasta la migliore stagione della prima fase di impegno della squadra francese, che giunse seconda fra i costruttori, con 79 punti.

#### Declino e primo ritiro

##### 1984

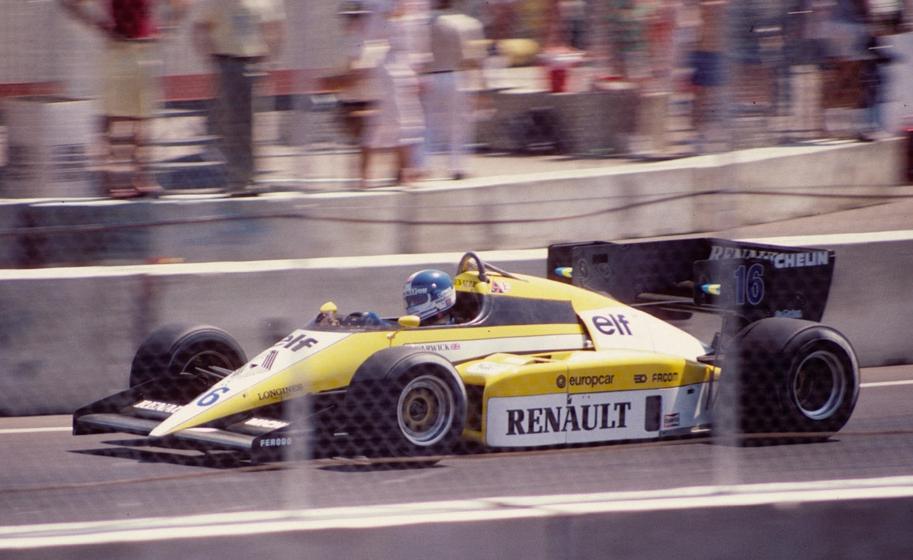
Derek Warwick guida la Renault a Dallas nel 1984

Dopo la sconfitta del 1983, la Renault licenziò Prost, accasatosi alla McLaren, e assunse Patrick Tambay e Derek Warwick per il 1984. Le prove precedenti l'inizio del campionato lasciavano pensare ad un notevole potenziale da parte della squadra francese, ma alla prova dei fatti i risultati furono piuttosto deludenti: nelle prime gare ci furono problemi di consumo (la nuova formula regolamentare prevedeva un quantitativo massimo di carburante e divieto di rifornimento) e i due secondi posti ottenuti furono una sorta di fuoco di paglia. A Monaco i due piloti si urtarono alla prima curva, e Tambay ne uscì con una ferita alla gamba che gli fece saltare una gara. Nel resto della stagione ottenne punti solo in altre due occasioni, mentre Warwick ottenne due podi. Visto anche il dominio della McLaren-Porsche, i piloti Renault non furono mai davvero in lotta per il titolo (e nemmeno per le vittorie nelle singole gare). A fine anno la Renault era scesa al 5º posto della classifica costruttori, con un totale di 34 punti.

##### 1985
I piloti vennero confermati per il campionato 1985, ma ormai da alcuni anni la diffusione dei motori turbocompressi aveva creato una concorrenza fortissima per Renault, i cui vertici cominciavano ad interrogarsi sul ritorno degli investimenti fatti nel programma sportivo, i cui risultati non erano arrivati e che non rappresentava nemmeno più un'esclusiva tecnologica per la casa francese. Il risultato di questo progressivo disimpegno, culminato nella decisione finale di abbandonare la Formula 1, rimanendo solo come fornitore di motori, fu una stagione in cui si segnalarono solo i due podi di Tambay e alcuni arrivi a punti. Uno dei team a cui Renault forniva i motori, la Lotus, era costantemente nei piani alti delle classifiche, al contrario della squadra ufficiale. In occasione del Gran Premio di Germania, Renault fu autorizzata a mettere in pista una terza vettura, guidata da François Hesnault, dotata di una telecamera di piccole dimensioni, utilizzata nel corso della gara: il primo esempio pratico delle oggi diffusissime camera-car. Il clima politico suggerì a Renault di saltare la trasferta sudafricana, a causa delle tensioni razziali presenti nel paese, e il successivo Gran Premio d'Australia vide la chiusura dell'attività della squadra ufficiale, che ottenne il 7º posto in classifica, con soli 16 punti.

### L'attività di motorista (1983-1986, 1989-1997, 2001, 2007-2015, 2017-2020)
Parallelamente all'attività di costruttore "completo", e in un certo periodo come unica forma di partecipazione al mondiale di Formula 1, Renault fornì i propri motori a diverse scuderie, in forma ufficiale. Il primo partner ad utilizzare i motori Renault fu il Team Lotus, che li utilizzò dal 1983 al 1986, per poi passare ai motori Honda nel 1987. Nel 1984 si affiancò una fornitura alla Ligier, favorita dalla nazionalità francese. Nel 1985, a queste squadre si aggiunse la Tyrrell, ultima scuderia a passare al motore turbo. Alla fine del 1985 la squadra ufficiale si ritirò, anche perché i migliori risultati ottenuti dalla Lotus dimostravano la difficoltà di competere costruendo tutta la vettura. In realtà il disimpegno dall'attività in Formula 1 doveva essere totale, ma si decise di onorare i contratti in essere con i tre team clienti fino alla loro scadenza. Alla fine del campionato 1986 si chiuse anche l'attività di fornitura dei motori turbo V6 ai clienti.
All'epoca era già previsto un calendario di passaggio ai motori aspirati entro il 1989, quando i turbo sarebbero stati banditi: Renault decise quindi di concentrarsi sull'attività di fornitura dei motori, puntando al nuovo regime regolamentare. Il partner scelto per questa nuova fase tecnica fu la Williams, che dopo aver perso i motori Honda alla fine del campionato 1987 e utilizzato i motori Judd aspirati nel 1988, cercava un partner di elevato profilo tecnico per tornare nel novero dei protagonisti. La scelta costruttiva fu quella del V10, analoga a quella utilizzata dalla Honda. Dopo due stagioni con risultati buoni (3 vittorie complessive), nel 1991 la Williams rientrò nella lotta per il titolo, perso da Nigel Mansell alla penultima gara. I due anni successivi furono quelli del dominio dell'accoppiata anglo-francese: prima Mansell e poi Prost si aggiudicarono i titoli piloti, dominando anche il campionato costruttori. Dal 1992 Renault tornò a fornire anche una seconda squadra, ancora la Ligier, fino a tutto il 1994. La stagione 1994 vide il titolo piloti sfuggire ai piloti Williams, ma per il campionato 1995 Renault fornì i motori ad entrambi i contendenti al mondiale, ossia Williams e Benetton. Le stesse squadre furono partner fino a tutto il campionato 1997, vincendo la Williams entrambi i titoli nel biennio 1996-1997.
Al termine del campionato 1997, Renault si ritirò nuovamente dal ruolo di fornitore ufficiale di motori, anche se le unità utilizzate in quella stagione furono la base da cui la consociata Mecachrome ricavò i motori da fornire ai propri clienti nelle stagioni successive, prima con tale nome e con quello di Playlife, poi con quello di Supertec. Nel campionato 2001 Renault si ripresentò al via della stagione di Formula 1, fornendo i motori alla Benetton, nell'ambito del progetto di tornare a competere come costruttore completo, con l'acquisto della stessa Benetton, che dal campionato 2002 al campionato 2011 avrebbe corso come Renault F1.
Dal campionato 2007 è tornata anche l'attività di Renault come fornitore di motori ad altre squadre, con la fornitura alla Red Bull, collaborazione che è proseguita fino al 2018 (anche se, per ragioni commerciali, dal 2016 al 2018 il motore è stato ribattezzato TAG Heuer). Nella stagione 2011, alla squadra austriaca si aggiunse la Caterham (in quel campionato ancora denominata Lotus), che li utilizzò fino alla stagione 2014. Per i campionati 2012 e 2013, la Régie ritornò a fornire la Williams, ricreando così il connubio che aveva dominato la scena negli anni '90. Dal 2012 al 2014, li usò anche la Lotus F1 Team, erede della scuderia che a sua volta le lasciò di nuovo il posto a partire dal 2016. Nelle stagioni 2014, 2015 e 2017 è stato fornitore della Toro Rosso, mentre dal 2018 al 2020 anche la McLaren sceglie per la prima volta il propulsore transalpino per le proprie monoposto. Dal 2021 lo storico marchio rimane fornitore esclusivamente dell'Alpine F1 Team, nuova denominazione della scuderia Renault. Il 30 settembre 2024 l'Alpine annuncia ufficialmente la cessazione delle attività del reparto motori della Renault al termine della stagione 2025, diventando un team cliente. Il 12 novembre dello stesso anno, diventa ufficiale il passaggio alle power unit Mercedes a partire dal 2026.

### Il secondo ritorno della squadra ufficiale (2002-2011)

#### Rientro e consolidamento della squadra

##### 2002
La Renault rientrò in un campionato di Formula 1 in prima persona, dopo una lunga sosta durata 17 anni, con il nome di Mild Seven Renault F1 Team. Il rientro fu propiziato dalla possibilità di acquistare una squadra già partecipante al mondiale di Formula 1, la Benetton, su cui la Renault già montava i propri motori. A capo della nuova compagine venne confermato Flavio Briatore, che aveva già collaborato con Renault anche nel 1995 dato che entrambe le squadre sotto il suo controllo, Benetton e Ligier, erano equipaggiate con i motori francesi. Tra i piloti, venne confermato Jenson Button, mentre il nuovo acquisto Jarno Trulli ebbe il ruolo di prima guida. Come collaudatore venne ingaggiato lo spagnolo Fernando Alonso, proveniente dalla Minardi e gestito a livello contrattuale da Briatore. La stagione 2002 si rivelò piuttosto difficile, costellata da un buon numero di ritiri (9 per Trulli, 5 per Button) e nessun podio. I punti complessivamente accumulati dai due piloti (14 per Button, 9 per Trulli) permisero alla Renault di classificarsi al 4º posto nel mondiale costruttori.

##### 2003
Nel 2003 venne promosso al ruolo di titolare Alonso, mentre venne confermato Trulli al suo fianco. Button lasciò la squadra per passare alla BAR, mentre il ruolo di terzo pilota venne rilevato da Allan McNish. Grazie ad una vettura in crescita, ideata e sviluppata da Mike Gascoyne e John Iley, Alonso mise in mostra l'abilità che lo porterà pochi anni dopo al titolo mondiale: in Malesia conquistò la sua prima pole position (con Trulli che completò una prima fila tutta Renault) e il suo primo podio, replicato in Brasile, nonostante un brutto incidente che aveva provocato l'interruzione della gara. Una parte centrale della stagione meno brillante si concluse però con una impresa storica: al Gran Premio d'Ungheria, Alonso vinse dopo essere partito dalla pole, dominando la gara con tanto di doppiaggio ai danni di Michael Schumacher e divenendo il più giovane vincitore di una gara iridata. La casa della losanga torna così a vincere un Gran Premio per la prima volta dal Gran Premio d'Austria 1983. Anche Trulli riuscì comunque ad ottenere diversi piazzamenti a punti e un podio in Germania. A fine stagione, il bilancio vedeva la squadra sempre al 4º posto del mondiale costruttori, con i suoi piloti Alonso e Trulli rispettivamente al 6º ed 8º posto del mondiale piloti, ma lo staff tecnico vide la partenza di Iley verso la Ferrari e la conseguente promozione di Dino Toso a capo del reparto aerodinamico.

##### 2004

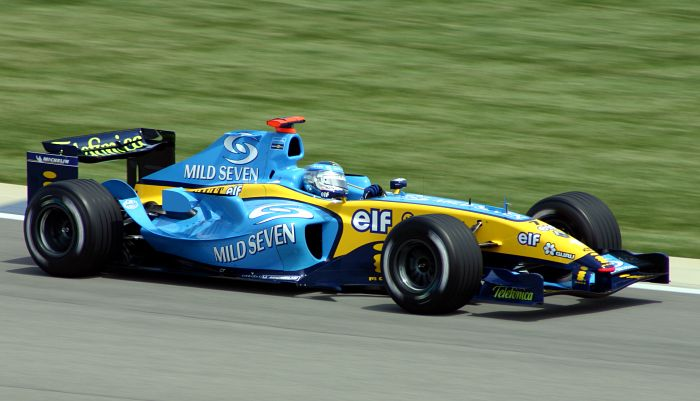
Jarno Trulli alla guida della sua Renault al Gran Premio degli Stati Uniti 2004.

Per la stagione 2004, i piloti vennero entrambi confermati. La stagione fu però monopolizzata dalla Ferrari, che mise in pista una vettura quasi imbattibile, lasciando agli altri concorrenti solo poche soddisfazioni. Molto intenso fu il confronto tra i due compagni di squadra, costantemente nei punti. Nella prima parte della stagione pareva essere Trulli ad essere in migliore forma: riuscì a precedere Alonso di fronte al pubblico spagnolo, ottenendo un podio in Spagna, mentre lo spagnolo l'aveva ottenuto nella gara d'apertura in Australia. La gara successiva, a Monaco, vide la prima vittoria di Trulli in una gara del mondiale, condotta dalla pole position con grande autorità. Nelle gare successive le vetture furono vittima di problemi tecnici o di incidenti, raccogliendo pochi punti, e nella fase estiva della stagione, Alonso ottenne risultati migliori dell'italiano. Per Trulli cominciò qualche dissapore con la squadra, soprattutto dopo che in Francia perse il podio a due curve dalla fine, lasciando la porta aperta a Rubens Barrichello. Nonostante la pole position ottenuta in Belgio, sul difficile circuito di Spa-Francorchamps, la squadra decise di sostituire Trulli dopo il Gran Premio d'Italia, con Jacques Villeneuve, al suo rientro nella massima serie dopo quasi un anno di assenza. La Renault migliorò la propria posizione nel mondiale, giungendo 3ª nella classifica costruttori. Alonso fu 4º nella classifica piloti, mentre Trulli si classificò 6º nonostante avesse saltato una gara e corso le ultime due con la Toyota. La distanza dai rispettivi campioni del mondo era però ancora molto grande, 157 punti nella classifica costruttori dalla Ferrari e 89 da Michael Schumacher in quella piloti.

#### Il doppio mondiale

##### 2005

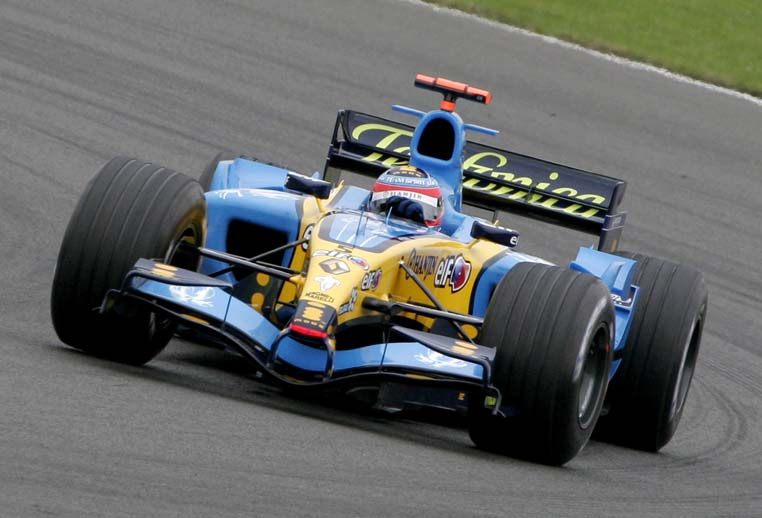
Fernando Alonso impegnato al Gran Premio di Gran Bretagna 2005.

La stagione 2005 vide l'introduzione di alcune nuove regole tecniche, che avrebbero portato un rimescolamento dei valori al vertice. In Renault, a sostituire Trulli al fianco del confermato Alonso, venne ingaggiato un altro italiano, Giancarlo Fisichella, che aveva già corso per la Renault, quando questa forniva i motori alla Benetton nel 2001. Lo stato di forma della Renault fu subito evidente dalle prime gare: Fisichella vinse il Gran Premio d'Australia, partendo dalla pole (anche grazie alla pioggia nelle qualifiche), seguito al terzo posto da Alonso che aveva invece rimontato da metà schieramento. Il pilota romano visse poi un momento difficile, contraddistinto da tre ritiri e alcuni piazzamenti nella parte bassa della zona punti. Il suo compagno di squadra invece si aggiudicò tre gare in successione, ponendosi al comando della classifica mondiale. In una stagione che vide il predominio delle vetture con gomme Michelin e il crollo di Michael Schumacher e quindi della Ferrari, la lotta per il titolo si restrinse presto ad Alonso e a Kimi Räikkönen, su McLaren-Mercedes. Il finlandese fu però vittima della fragilità della propria vettura, che lo portò spesso al ritiro, o alla partenza dal fondo dello schieramento. L'unico momento difficile per la Renault fu la trasferta nordamericana, con un doppio ritiro nel Gran Premio del Canada e la mancata partenza nel Gran Premio degli Stati Uniti (insieme a tutti gli altri concorrenti equipaggiati con gomme Michelin). A parte questo momento di appannamento, Alonso gestì in maniera eccellente il vantaggio accumulato nella prima parte di stagione, e ottenne altre tre vittorie e quattro secondi posti, arrivando alla conquista matematica del titolo già al Gran Premio del Brasile, con due gare ancora da disputare. Rimaneva ancora aperto il campionato costruttori, con la McLaren in vantaggio a due gare dal termine, grazie al migliore rendimento delle proprie seconde guide. Nelle ultime due gare la tendenza si invertì: Fisichella ottenne comunque punti importanti, mentre Juan Pablo Montoya collezionò due ritiri, e al termine della stagione Renault vinse il campionato mondiale costruttori con 191 punti. La stagione si chiuse quindi con un doppio trionfo, il primo per una squadra ufficiale Renault, dall'esordio in Formula 1.

##### 2006

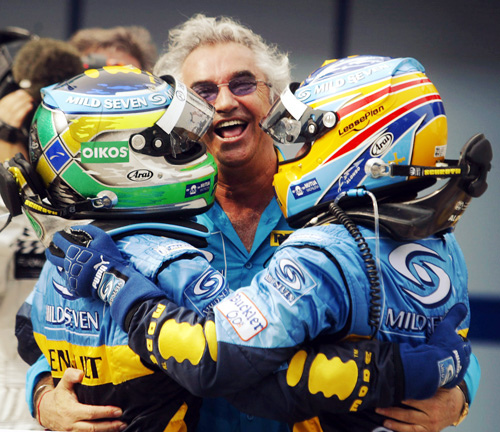
Flavio Briatore tra i suoi due piloti, Giancarlo Fisichella e Alonso, dopo la doppietta Renault nel Gran Premio della Malesia 2006.

Dopo il successo del 2005, Renault si presentò come favorita per la stagione 2006. La formazione dei piloti venne confermata, anche se Alonso aveva già annunciato il proprio passaggio alla McLaren per la stagione 2007. Una nuova modifica al regolamento tecnico in materia di pneumatici riportò alla ribalta la Ferrari che, con Schumacher, si sarebbe dimostrata il principale avversario della squadra francese. L'inizio della stagione fu analogo alla precedente, con Alonso in grado di ottenere risultati positivi con grande costanza e Fisichella meno costante, anche se a volte abbastanza veloce da risultare vincente. Il romano vinse il Gran Premio della Malesia, mentre il compagno di squadra vinse sei delle prime 9 gare, ottenendo il secondo posto nelle tre gare che non vinse. A metà stagione il vantaggio di Alonso su Schumacher era di 25 punti. La seconda parte della stagione si dimostrò più problematica, con una sola vittoria per lo spagnolo. La forma della Ferrari costrinse in diverse occasioni la squadra francese a minimizzare i danni e limitare la perdita di punti, anche a causa della messa al bando del mass damper, intorno al quale era stata sviluppata telaisticamente la vettura R26. Altri momenti difficili per la Renault furono i due ritiri in Ungheria e in Italia: in entrambi i casi già in prova vi erano state polemiche (Alonso fu sanzionato in Ungheria per scorrettezze nei confronti di un altro pilota in prova, e in Italia per aver ostacolato Felipe Massa in qualifica), mentre in gara i ritiri furono causati da un errore nel montaggio di una ruota, a Budapest, e da una rottura del motore a Monza. Dopo la gara italiana, Schumacher era a soli due punti da Alonso e, vincendo il successivo Gran Premio di Cina, i due piloti si trovarono in testa al mondiale a pari punti. Quando la strada sembrava in discesa per la Ferrari, che era al comando anche della penultima gara in Giappone, Schumacher fu vittima a sua volta di una rottura del motore, lasciando la vittoria ad Alonso. Lo spagnolo si presentò quindi con 10 punti di vantaggio all'ultima gara in Brasile, dove gli sarebbe bastato terminare la gara nei punti per vincere in ogni caso il titolo. Alonso, pur senza correre rischi inutili, giunse comunque secondo a Interlagos, vincendo il titolo piloti e permettendo alla Renault di vincere anche il titolo costruttori, per il secondo anno consecutivo, con 206 punti.

#### La crisi tecnica, la spy-story e il ritorno di Alonso

##### 2007

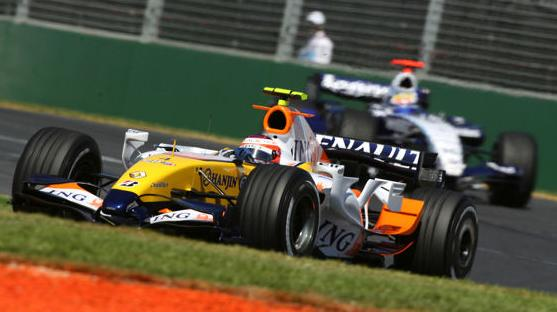
Heikki Kovalainen al Gran Premio d'Australia 2007.

Dopo l'approdo di Alonso alla McLaren-Mercedes, la Renault nel campionato 2007, registrata ufficialmente come ING Renault F1 Team, ha avuto un'annata piuttosto avara di soddisfazioni. Il miglior piazzamento della stagione è stato un 2º posto di Heikki Kovalainen in Giappone, unico podio ottenuto dalla squadra durante l'anno. Dopo la squalifica della McLaren dalla classifica costruttori, la Renault si è classificata 3ª dopo Ferrari e BMW Sauber, avendo avuto problemi di affidabilità. Allo scandalo spy-story esploso durante la stagione 2007, che ha visto la McLaren radiata dalla classifica costruttori del campionato per aver acquisito illecitamente e utilizzato dati e progetti della Ferrari, ha fatto seguito alla fine del campionato un caso analogo, con la Renault accusata di spionaggio ai danni della stessa McLaren. Tuttavia, pur riconosciuta colpevole, nessuna sanzione è stata comminata alla squadra francese, non essendo stato dimostrato l'utilizzo delle informazioni McLaren.

##### 2008
Con il divorzio di Alonso dalla McLaren, la Renault ha sfruttato l'occasione e il 10 dicembre 2007 ha annunciato il ritorno del bi-campione del mondo nella squadra per la stagione 2008, dopo un lungo tira e molla che ha visto il pilota spagnolo molto vicino alla Red Bull. All'asturiano, che ha firmato per un anno, viene affiancato il debuttante Nelson Piquet Jr.. Alonso, nonostante la bassa competitività della monoposto francese, ha dimostrato alla Renault la bontà della scelta di riassumerlo. Infatti ottiene un 4º posto già nella prima gara stagionale nel Gran Premio d'Australia, superando Kovalainen (nel frattempo passato alla McLaren) a due giri dalla fine. Mentre è andata peggio a Piquet, per lui un ritiro a metà della gara. Poi si prosegue in Malesia con l'ottavo posto di Alonso e l'undicesimo di Piquet e in Bahrein con lo spagnolo 10º e il brasiliano ritirato. In Spagna, terra di Alonso, le cose vanno meglio per il team francese. L'asturiano si classifica 2º nelle qualifiche, dietro a Räikkönen con circa 6 giri in meno rispetto alla Ferrari. In gara, saldamente 3º davanti a Lewis Hamilton, il motore della Renault cede. L'altro pilota del team si ritira già al 6º giro per incidente. Sul finire della stagione, Alonso ritrova competitività e vince 2 volte di fila (a Singapore e in Giappone). Il team chiude l'annata al 4º posto nel mondiale costruttori.

#### Il Crashgate, la cessione e il secondo ritiro

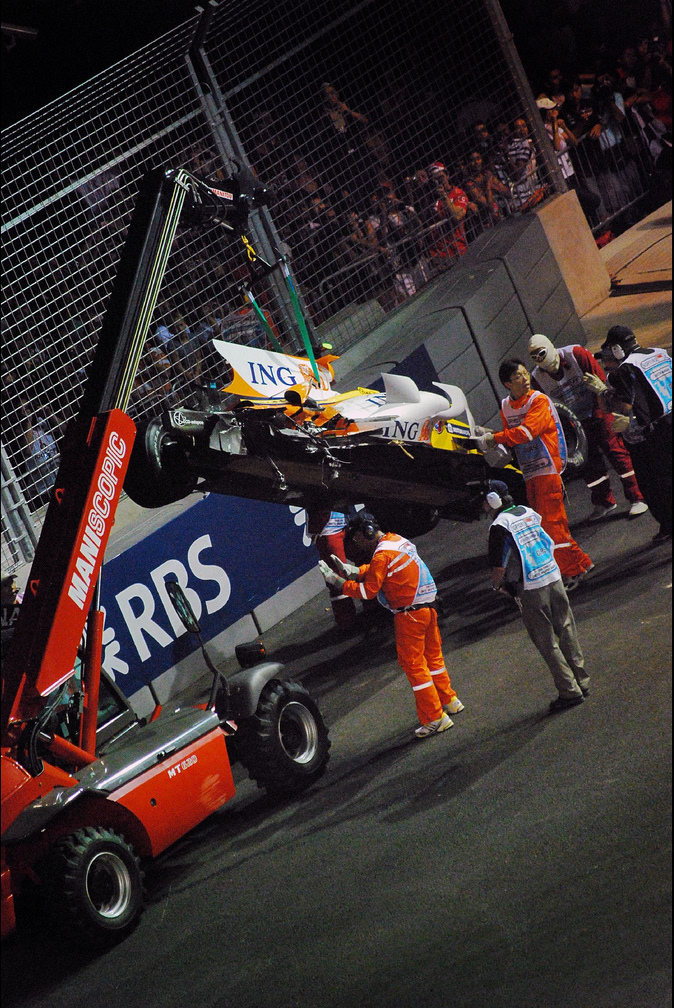
La vettura di Nelson Piquet Jr. incidentata al Gran Premio di Singapore 2008.

In merito alla vittoria di Alonso nel Gran Premio di Singapore 2008, dopo circa un anno, il 30 agosto 2009, la FIA apre un'inchiesta sull'incidente accaduto a Piquet, durante il tredicesimo giro della gara. La televisione brasiliana Rede Globo sostiene che l'incidente è stato fittiziamente causato al fine di favorire la vittoria di Alonso. La FIA ha convocato per il 21 settembre 2009 la Renault per esaminare il caso in questione. In seguito alla inchiesta della FIA in merito all'incidente la Renault comunica il 16 settembre 2009 che Flavio Briatore e Pat Symonds hanno lasciato la scuderia. Il Consiglio Mondiale della FIA decide la squalifica a vita dalle competizioni motoristiche per Briatore e una squalifica per 5 anni per Symonds, inoltre la Renault viene squalificata per due anni ma con la condizionale. Non vi sono condanne né per Piquet né per Alonso. La Renault nomina come nuovo team manager, fino alla fine della stagione, l'ex responsabile dei motori Bob Bell. Il 5 gennaio 2010 il Tribunal de grande instance di Parigi ha annullato la radiazione di Briatore, considerando come non regolare il procedimento istruito dalla FIA. La FIA dovrà inoltre versare a Briatore 15000 € a titolo di risarcimento del danno. Anche Symonds è stato riabilitato dalla sentenza. La FIA conferma che la sua decisione resta in vigore fino al termine di tutti i possibili appelli.

##### 2009
Ufficialmente la scuderia per la stagione 2009 ha come direttore generale Briatore e come piloti, almeno inizialmente, gli stessi del 2008. A partire dal Gran Premio d'Europa infatti, Piquet viene sostituito con il debuttante Romain Grosjean. L'anno comincia bene per la scuderia grazie al 5º posto di Alonso in Australia, ma già dalla successiva tappa in Malesia si capisce come il team non abbia assolutamente ritrovato la competitività dei tempi d'oro. Infatti per tutta la stagione solo il campione del mondo spagnolo riesce a portare a casa dei punti, che salvano la faccia al team francese. Anche l'affidabilità non è delle migliori registrando ben sette ritiri, dei quali quattro della seconda guida. Il Crashgate peggiora la situazione e le dimissioni di Briatore non servono a recuperare il danno d'immagine. Difatti i due principali sponsor, ING e Mutua Madrileña, abbandonano prematuramente la scuderia a causa proprio dello scandalo. Il team conclude la stagione all'8º posto nel mondiale costruttori con 26 punti.
Il 16 dicembre, la Renault conferma di aver ceduto il 75% del controllo della scuderia francese al fondo lussemburghese Genii Capital di proprietà di Gérard Lopez. Il team mantiene il nome di Renault F1 Team anche nel campionato 2010, continuando anche a fornire i propulsori alla Red Bull. Il 5 gennaio 2010, viene nominato il nuovo team principal Éric Boullier.

##### 2010

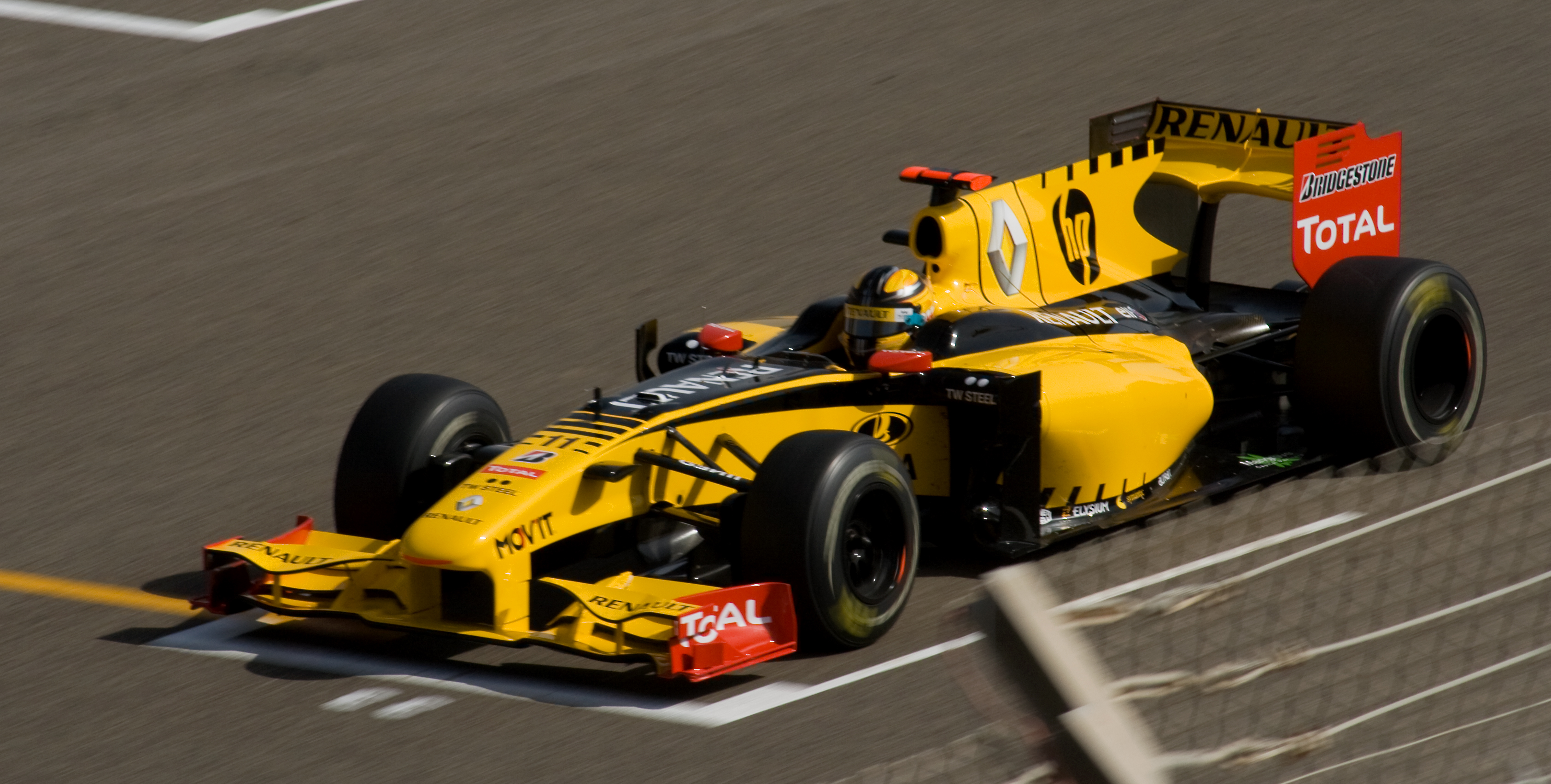
Robert Kubica alla guida della Renault al Gran Premio del Bahrein 2010.

Con l'addio di Alonso, passato alla Ferrari, e la mancata conferma di Grosjean, la stagione 2010 vede una nuova line-up dei piloti: il polacco Robert Kubica, proveniente dalla BMW Sauber, e il debuttante pilota russo Vitalij Petrov. Si comincia il 14 marzo in Bahrein, dove Kubica artiglia un deludente 11º posto, mentre l'altra Renault di Petrov è costretta al ritiro. Nelle prove libere del Gran Premio d'Australia la vettura del polacco si piazza davanti a tutti nella prima sessione, mentre Petrov ottiene il quinto tempo nella seconda. L'instabilità meteorologica condiziona l'intero week-end tanto che in gara Kubica, partito ottavo, riesce a concludere al secondo posto, portando a casa i primi punti stagionali per la scuderia. Dopo due gare il team è quarto in classifica costruttori con 18 punti. Con il ritorno in Europa la vettura continua a essere performante tanto che Kubica conquista il terzo posto nel Gran Premio di Monaco. Petrov ottiene i suoi primi punti in Cina ed è autore del giro più veloce in Turchia, il trentesimo nella storia della scuderia francese. L'exploit è dovuto al cambio di gomme a cui il russo è costretto per una foratura determinata da un contatto con Alonso, mentre i due sono in lotta per l'ottava posizione, negli ultimi giri del gran premio. Rientrando ai box Petrov monta gomme morbide e, complice la poca benzina rimasta nel serbatoio, fa segnare il miglior tempo sul giro in gara. Kubica conquista il giro più veloce nella gara seguente, in Canada. La vettura nella parte centrale della stagione continua a ottenere molti arrivi a punti, soprattutto con Kubica, che conquista anche il terzo posto in Belgio, dove una sbavatura del pilota al rientro ai box per il cambio gomme, fa perdere l'opportunità di conquistare il secondo posto. A Singapore Kubica è autore invece di una bella rimonta negli ultimi giri. Dopo una foratura, che lo aveva fatto precipitare fuori della zona punti, con una serie di bei sorpassi recupera il settimo posto. Nell'ultimo Gran Premio della stagione, ad Abu Dhabi, le vetture chiudono entrambe nelle prime sei posizioni, per l'unica volta nella stagione. Il team si classifica al 5º posto nel mondiale costruttori.
L'8 dicembre 2010 venne annunciato che la Lotus Cars aveva acquisito azioni del team, dalla Genii Capital. La casa automobilistica anglo-malese diviene anche, almeno fino al 2017, sponsor della scuderia, che trasforma il proprio nome in Lotus Renault GP. La casa francese s'impegna comunque a continuare la fornitura dei propulsori. La scuderia corre da questa stagione con licenza britannica. Nel gennaio 2011 viene reso noto che la Lotus Cars è solo sponsor della scuderia e non ha acquistato azioni della scuderia, che sono ora, interamente, di proprietà della Genii Capital.

##### 2011

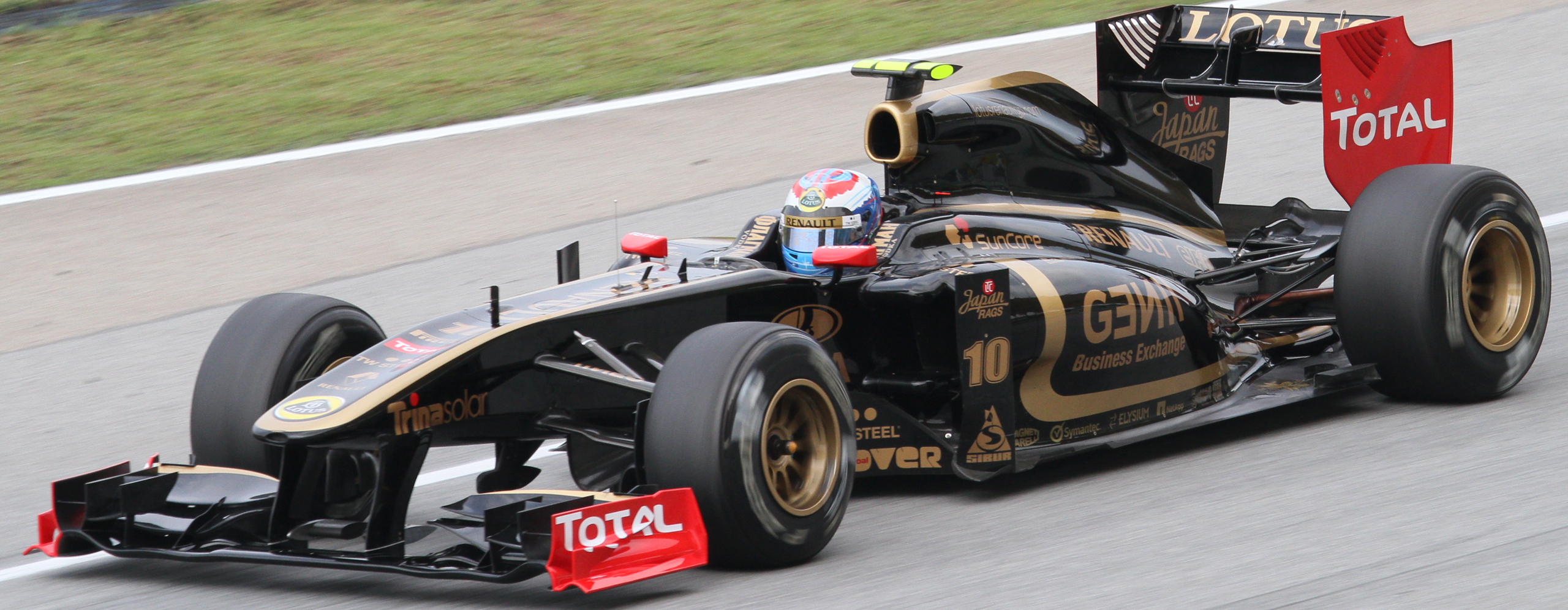
Vitalij Petrov sulla Lotus Renault GP durante il Gran Premio della Malesia 2011.

Come coppia di piloti, Nick Heidfeld affianca il confermato Petrov. Il pilota tedesco viene però sostituito, a partire dal Gran Premio del Belgio, con Bruno Senna. Kubica, inizialmente indicato come primo pilota, non parteciperà alla stagione a seguito di un grave incidente di cui è stato vittima in una gara di rally nel mese di febbraio. La monoposto, denominata secondo la numerazione progressiva dei telai Renault, si chiama R31 e ai primi test desta interesse per l'anomala conformazione dei tubi di scarico. La stagione 2011 vede le vetture della scuderia raggiungere due volte il podio: Petrov è arrivato terzo in Australia e Heidfeld ha ottenuto lo stesso risultato in Malesia. A fine anno viene confermato il 5º posto in classifica costruttori. Dal campionato 2012, il team perde ogni riferimento con la Renault e diventa Lotus F1 Team, con la Renault che rimane solo fornitrice di motori.

### Il terzo ritorno della squadra ufficiale (2016-oggi)

#### Acquisto della Lotus F1 Team e nuova espansione
Il 28 settembre 2015 Renault Sport F1 annuncia la firma di una lettera di intenti tra Renault Group e Gravity Motorsports, di proprietà di Genii Capital, al fine di discutere l'acquisizione della Lotus. Il 3 dicembre 2015 Renault ufficializza l'acquisto della scuderia e il ritorno nel campionato di Formula 1 con un proprio team.

##### 2016
Il 28 gennaio, la Renault esclude Pastor Maldonado per problemi di sponsorizzazione, al suo posto subentra il danese Kevin Magnussen che completa la squadra con l'inglese Jolyon Palmer; il 3 febbraio viene presentata la nuova vettura, la Renault R.S.16 con una livrea principalmente nera durante i test, mentre per la stagione corre con una colorazione quasi totalmente gialla. I risultati durante le prime 12 gare del 2016 non sono esaltanti, con il 7º posto di Kevin Magnussen in Russia come unico piazzamento a punti della stagione. Dopo ben dieci gare senza punti, nel Gran Premio di Singapore Magnussen riesce finalmente a cogliere un punto col decimo posto. Il "miracolo" si ripete anche nel successivo Gran Premio della Malesia, stavolta col decimo posto di Jolyon Palmer. La scuderia non ottiene più punti fino al termine della stagione, la prima dal terzo ritorno in F1, che si chiude mestamente al nono posto nei costruttori con appena 8 punti.

##### 2017

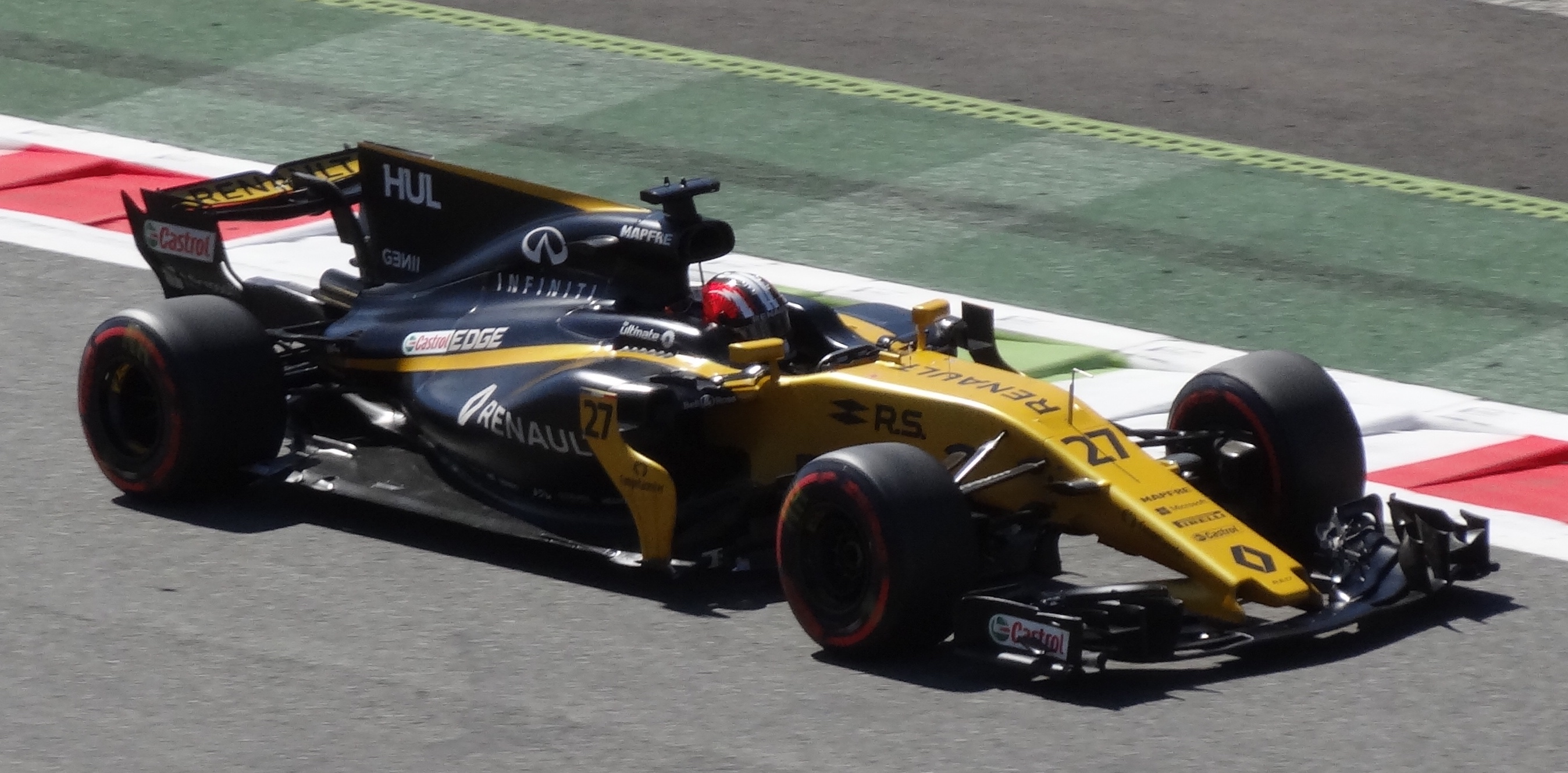
Nico Hülkenberg al Gran Premio d'Italia 2017.

La stagione 2017 si dimostra nettamente migliore della precedente, questo soprattutto per merito del tedesco Nico Hülkenberg, ingaggiato al posto di Magnussen, approdato alla Haas. Anche Palmer porta un maggior contributo di punti rispetto al 2016, con il 6º posto nel Gran Premio di Singapore, ma ciò non basta ad evitare il suo avvicendamento per le ultime 4 gare con lo spagnolo Carlos Sainz Jr., proveniente dalla Toro Rosso, chiamato apposta in anticipo rispetto agli iniziali programmi (previsti per il 2018) per tentare l'assalto al 6º posto nei costruttori occupato in quel momento proprio dalla scuderia italiana. Dopo un buon esordio, condito da un 7º posto, a dire il vero le sue prestazioni saranno inferiori alle attese, non riuscendo ad ottenere più punti in seguito. La scuderia transalpina riuscirà ugualmente nel suo intento, e proprio all'ultima gara, con il 6º posto di Hülkenberg che permette di bruciare la Toro Rosso sul filo di lana. Il bilancio finale parla quindi della sesta posizione nei costruttori con 57 punti.

##### 2018
La stagione 2018 vede il team francese confermare gli stessi piloti del finale dello scorso campionato, Nico Hülkenberg e Carlos Sainz Jr.. L'annata pare rivelarsi sin dall'inizio molto positiva, con entrambi i piloti in grado di giungere in zona punti con grande regolarità. I migliori risultati rimangono i due quinti posti di Sainz in Azerbaigian e di Hülkenberg nel Gran Premio di casa in Germania.
Durante la pausa estiva viene annunciato che Daniel Ricciardo della Red Bull diventerà un pilota Renault a partire dal 2019, firmando un accordo biennale. Sostituirà Carlos Sainz Jr. che passerà alla McLaren.
Il resto della stagione vede la scuderia confermare la crescita esponenziale degli ultimi anni, un continuo miglioramento che l'ha portata a scalare la classifica costruttori fino al quarto posto finale di questo campionato, totalizzando la bellezza di 122 punti.

##### 2019

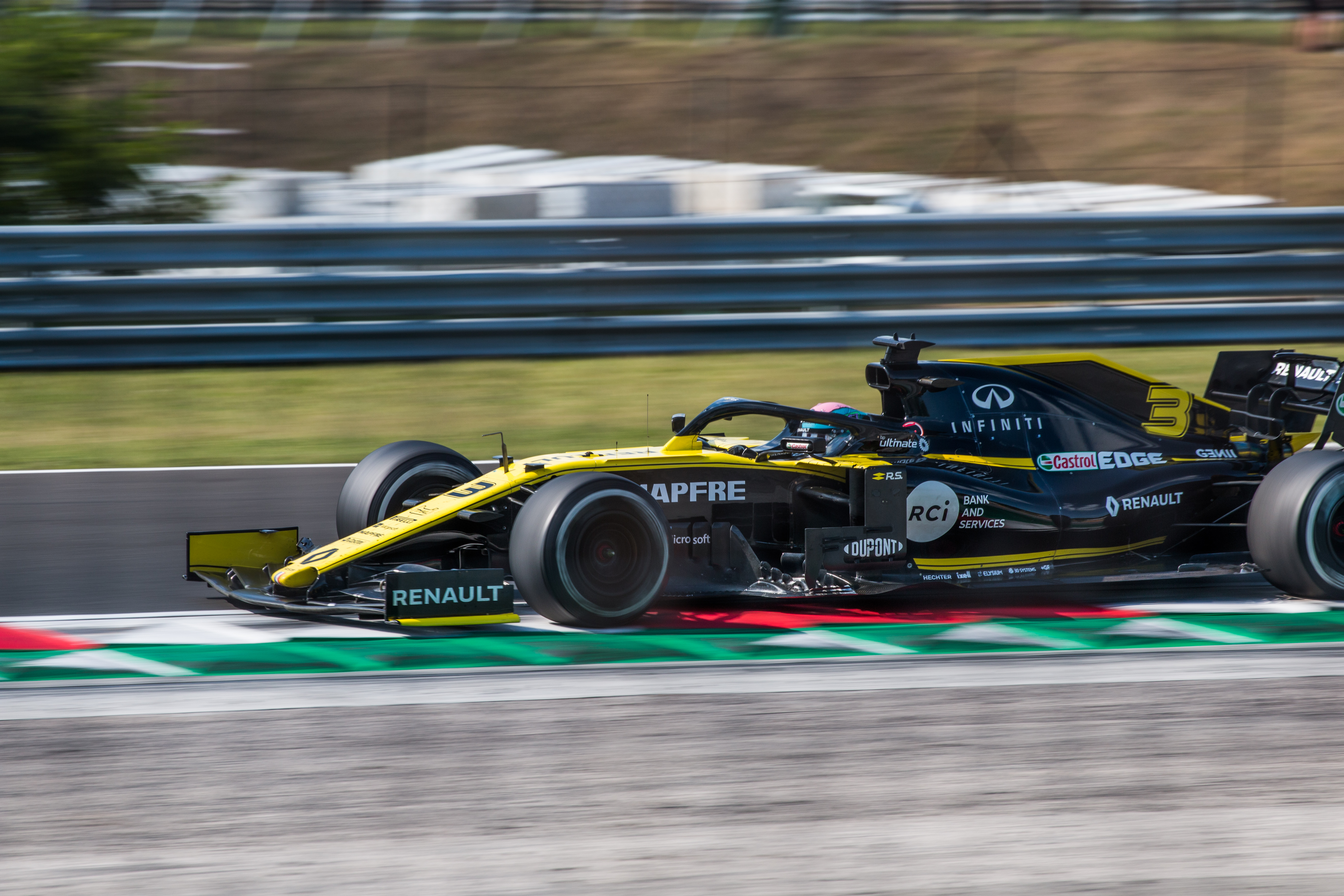
Daniel Ricciardo al Gran Premio d'Ungheria 2019.

La stagione 2019 vede un peggioramento delle prestazioni rispetto all'anno passato, e nelle prime dodici gare arrivano pochi piazzamenti a punti, con il Gran Premio del Canada come miglior risultato con il sesto posto di Ricciardo e il settimo di Hülkenberg.
Dopo la pausa estiva le cose migliorano sensibilmente e i piazzamenti in zona punti si fanno più frequenti con entrambi i piloti, raggiungendo l'apice nel Gran Premio d'Italia, con Ricciardo e Hülkenberg che si classificano rispettivamente in quarta e quinta posizione. Il bilancio finale è di 91 punti e vale la quinta posizione nel mondiale costruttori.

##### 2020
Anche nel 2020 c'è una novità nella line-up dei piloti: il francese Esteban Ocon, al rientro da titolare in F1 dopo una stagione da collaudatore in Mercedes e Racing Point, sostituisce il tedesco Nico Hülkenberg al fianco del confermato Ricciardo. L'11 marzo, in occasione della presentazione della livrea della nuova Renault R.S.20, viene annunciata la collaborazione con la società degli Emirati Arabi Uniti DP World, che diviene il nuovo title sponsor del team, ufficialmente rinominato Renault DP World F1 Team.
Al Gran Premio dell'Eifel, l'australiano Daniel Ricciardo riporta la Renault sul podio a distanza di 9 anni dall'ultima volta, dal Gran Premio della Malesia 2011, tagliando il traguardo in terza posizione. Lo stesso Ricciardo si ripete nel Gran Premio dell'Emilia-Romagna, regalando il secondo podio stagionale alla scuderia giungendo di nuovo terzo. Un nuovo piazzamento tra i primi tre arriva nel Gran Premio di Sakhir, nel quale Esteban Ocon taglia il traguardo in seconda posizione; per il francese si tratta del primo podio in Formula 1. La stagione si chiude con un totale di 181 punti, che valgono per il secondo anno consecutivo la quinta posizione nel mondiale costruttori.

#### Il cambio di denominazione in Alpine e il ritorno alla vittoria
A settembre 2020, viene annunciato che a partire dal 2021 la scuderia prenderà il nome di Alpine F1 Team, al fine di promuovere il marchio francese. Viene così abbandonata dopo 44 anni la denominazione Renault F1, anche se lo storico marchio rimarrà comunque in qualità di fornitore dei motori.

##### 2021

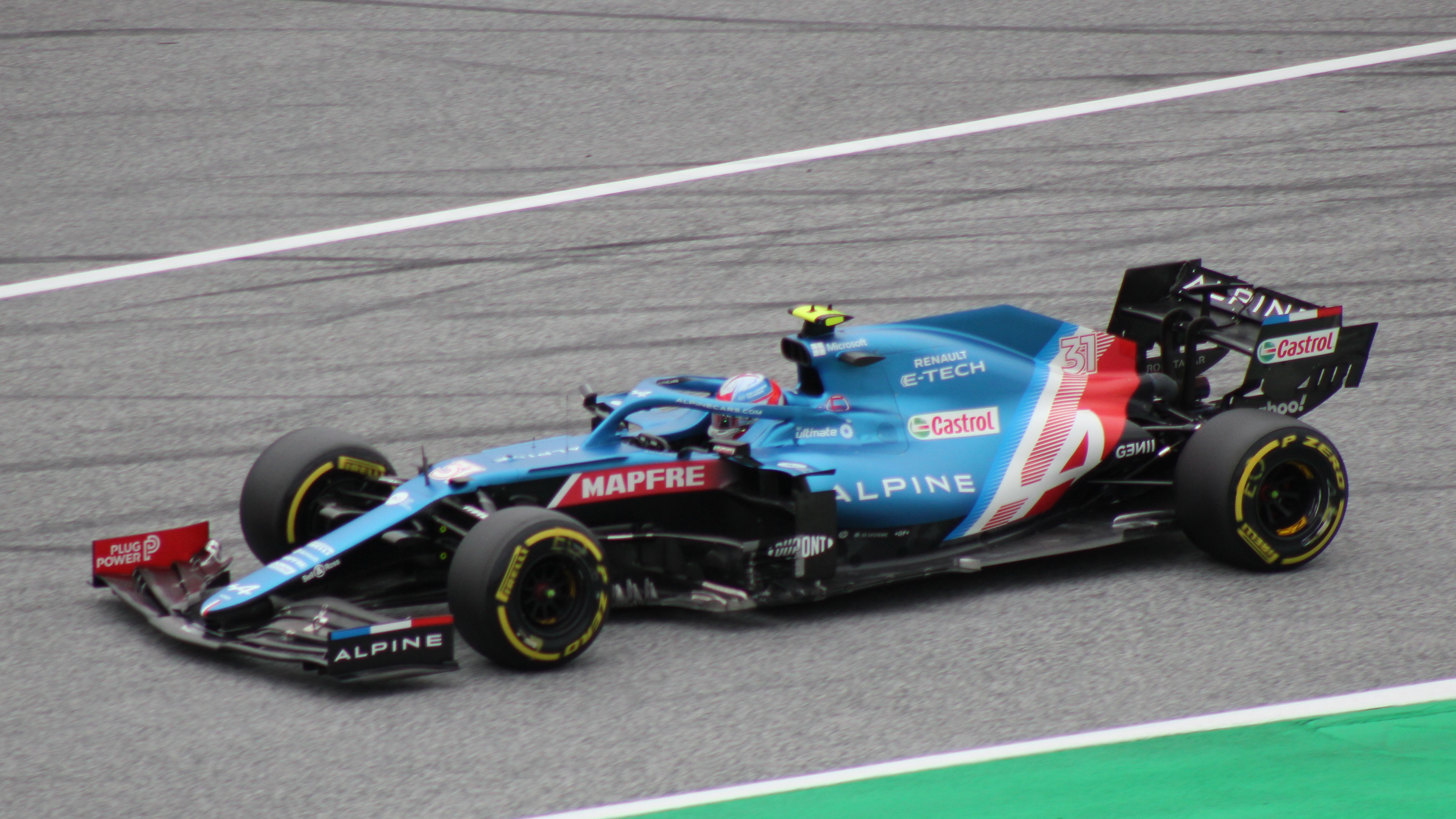
Esteban Ocon durante il Gran Premio d'Austria 2021. Dopo il rebranding della Renault in Alpine la vettura del team presenta una livrea che richiama il tricolore francese.

Il 14 maggio 2020 viene annunciato il trasferimento di Daniel Ricciardo alla McLaren a partire dalla stagione 2021. In sua sostituzione l'8 luglio seguente viene annunciato il terzo ritorno di Fernando Alonso alla scuderia francese: il pilota spagnolo rientra da titolare in Formula 1 dopo due stagioni di assenza, al fianco del confermato Esteban Ocon. L'11 gennaio 2021 l'amministratore delegato del Gruppo Renault Luca de Meo nomina il manager Laurent Rossi come CEO del marchio Alpine, e arrivano le dimissioni del team principal Cyril Abiteboul. Tre giorni dopo, il 14 gennaio, il brand di Dieppe presenta la vettura con livrea provvisoria, denominata Alpine A521 (500 come la denominazione del primo prototipo F1 realizzato da Alpine e 21 come l'anno di debutto del brand finanziato da Renault). Il 17 gennaio, dopo le indiscrezioni dei giorni precedenti, arriva l'ufficialità dell'ingaggio dell'ex team principal della Suzuki in MotoGP Davide Brivio in qualità di direttore sportivo della scuderia.
Al Gran Premio d'Ungheria, il francese Ocon riporta la scuderia alla vittoria (la prima con la nuova denominazione e la prima in Formula 1 per il pilota) dopo 13 anni, dal Gran Premio del Giappone 2008 in cui fu Alonso a salire sul gradino più alto del podio. Al Gran Premio del Qatar il pilota spagnolo chiude la gara al terzo posto, conquistando il secondo podio stagionale per la squadra e il primo podio personale dopo 7 anni, dal Gran Premio d'Ungheria 2014. Questi risultati permettono al team di chiudere il campionato con un totale di 155 punti e di confermare per il terzo anno consecutivo la quinta posizione nel mondiale costruttori.

##### 2022

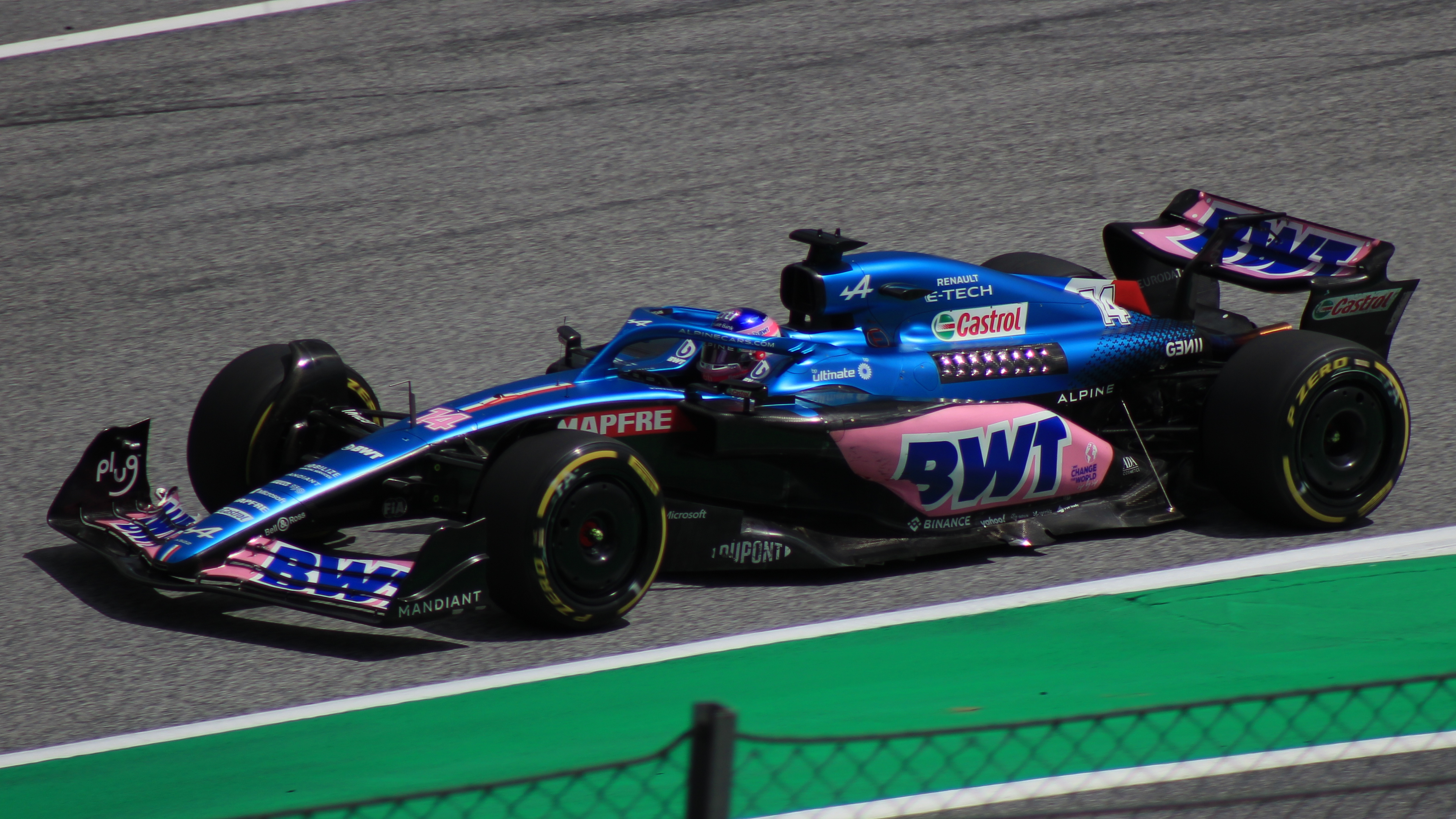
Fernando Alonso durante il Gran Premio d'Austria 2022.

Nella stagione 2022 viene confermata la line-up dei piloti dell'anno precedente. L'11 febbraio viene annunciata la collaborazione con la società austriaca BWT, che ricopre il ruolo di title sponsor della scuderia, ufficialmente rinominata BWT Alpine F1 Team. L'annata si rivela molto positiva per il team francese, con entrambi i piloti regolarmente in zona punti, anche se rispetto ai due campionati precedenti non arriva nessun podio: il miglior piazzamento stagionale è il quarto posto di Ocon nel Gran Premio del Giappone. Questo non pregiudica il risultato finale, che vede l'Alpine totalizzare 173 punti e salire al quarto posto nel mondiale costruttori.

##### 2023

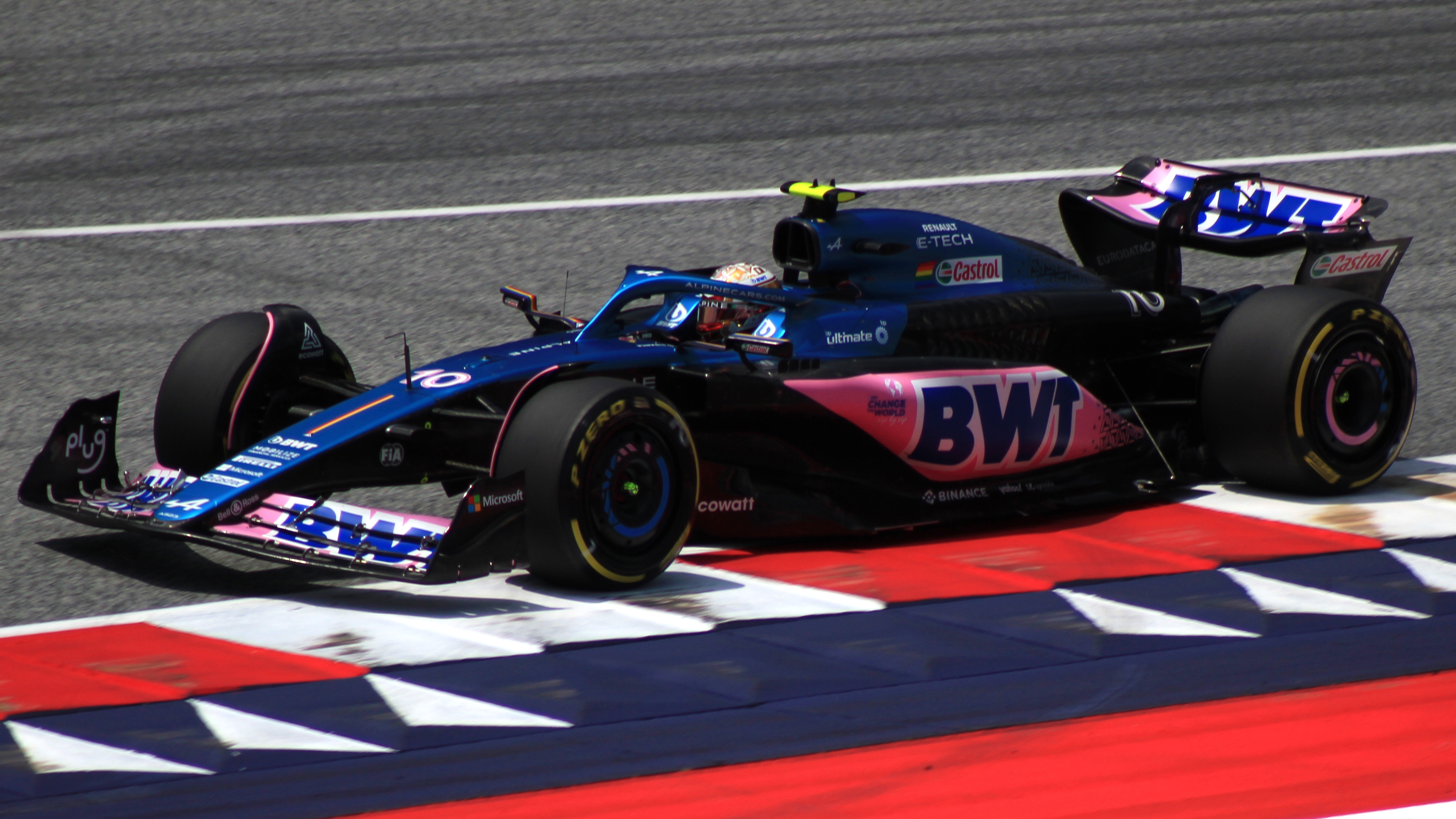
Pierre Gasly durante il Gran Premio d'Austria 2023.

La stagione 2023 vede un cambio nella line-up dei piloti: dopo due stagioni, Fernando Alonso saluta per la terza volta la scuderia francese, trasferendosi all'Aston Martin. In sua sostituzione viene chiamato Pierre Gasly, proveniente dall'AlphaTauri, che affianca il confermato Esteban Ocon. Nella prima metà del campionato le prestazioni dell'Alpine sono inferiori a quelle del 2022, con qualche piazzamento a punti di rincalzo da parte di entrambi i piloti, nonostante Ocon riporti il team sul podio a due anni di distanza a Monaco, giungendo terzo, e Gasly ottenga lo stesso risultato nella Sprint del Gran Premio del Belgio, ripetendosi subito dopo la pausa estiva in gara nel Gran Premio d'Olanda, conquistando il suo primo podio con la scuderia. Ma questi risultati uniti ad altri piazzamenti a punti fino al termine della stagione non evitano al team transalpino di scivolare al sesto posto nella classifica costruttori, con un totale di 120 punti.

##### 2024
Nel 2024 la scuderia conferma l'accoppiata di piloti formata dai francesi Esteban Ocon e Pierre Gasly. L'inizio di stagione è disastroso, con la vettura che sembra essere addirittura la peggiore in griglia, per problemi di eccessivo peso. Con il passare delle gare la situazione migliora, ed entrambi i piloti giungono spesso nella parte inferiore della zona punti, facendo risalire la squadra nella classifica costruttori. Nel rocambolesco Gran Premio di San Paolo, caratterizzato da forte maltempo sia in qualifica che in gara, l'Alpine ottiene un doppio podio con Ocon secondo e Gasly terzo, a 18 anni di distanza dall'ultima volta (dal Gran Premio del Giappone 2006, quando era ancora denominata Renault), in cui Fernando Alonso vinse e Giancarlo Fisichella arrivò terzo. Nell'ultimo appuntamento stagionale ad Abu Dhabi, il collaudatore australiano Jack Doohan, già annunciato come titolare nel 2025, prende il posto di Ocon, in procinto di diventare un nuovo pilota della Haas. Grazie al settimo posto di Gasly il team transalpino riesce a distanziare definitivamente la Haas, confermando per il secondo anno consecutivo la sesta posizione nel mondiale costruttori, con un totale di 65 punti.

##### 2025
Il 18 febbraio presso The O2 Arena di Londra, durante l'evento F1 75 che per la prima volta riunisce le presentazioni delle nuove monoposto in un'unica serata, il team francese ha presentato la livrea della A525, alla presenza dei piloti Pierre Gasly e Jack Doohan. A partire dal Gran Premio dell'Emilia-Romagna, il pilota australiano viene sostituito dal collaudatore argentino Franco Colapinto, con Doohan che compie il percorso inverso e diventa riserva. La prima parte della stagione 2025 vede l'Alpine in netta difficoltà e fanalino di coda della classifica costruttori, con il solo Gasly ad ottenere tutti i punti della squadra, mentre l'accoppiata Doohan-Colapinto non è stata in grado di imporsi nelle posizioni che contano.

## Sponsorizzazioni
Nel 2002 la Renault mantenne il contratto di sponsorizzazione con la marca di sigarette Mild Seven come main sponsor che la Benetton aveva per tre anni. Al termine lo rinnovò fino al campionato 2009, ma date le restrizioni sulle pubblicità di marchi di tabacco, la partnership si interruppe nel 2006. Così la scuderia firmò con la ING Direct un contratto di tre anni fino al 2009.
In seguito alla condanna espressa dal Consiglio Mondiale della FIA nel caso Crashgate i due principali sponsor della scuderia francese, ING Direct e Mutua Madrileña, decidono di chiudere immediatamente il loro rapporto di sponsorizzazione senza attendere la fine del campionato. Il 28 ottobre 2009 viene annunciato un accordo con la ditta olandese produttrice di orologi TW Steel. Sempre per la stagione 2010 è stretto un rapporto di sponsorizzazione con il marchio russo Lada. Gli altri sponsor sono: Total, HP, Diac, Bridgestone, Genii Capital, Banka SNORAS ed EFG International.
Dalla stagione 2016 gli sponsor sono Infiniti, Total, Pirelli, EMC e Bell & Ross ai quali si aggiungono dalla stagione successiva altri partner come Castrol e Mapfre, oltre a quelli personali di Carlos Sainz Jr. (Estrella Galicia e Tmall nel 2018).
Per la stagione 2020 si aggiunge DP World che diventa title sponsor della scuderia.
Dalla stagione 2022 si aggiunge BWT che diventa title sponsor della scuderia.

## Gestione Sportiva
- Piloti: Pierre Gasly, Jack Doohan, Franco Colapinto
- Team Principal: Dave Greenwood
- Presidente: Luca de Meo
- Vicepresidente: Bruno Famin
- Direttore esecutivo e CEO: Philippe Krief
- Consulente esecutivo: Flavio Briatore
- Consulente tecnico: carica vacante
- Direttore reparto corse: carica vacante
- Direttore sportivo: Julian Rouse
- Direttore tecnico: David Sanchez
- Direttore tecnico dell'ingegneria: Joe Burnell
- Direttore tecnico del motore: Eric Meignan
- Direttore tecnico dell'aerodinamica: David Wheater
- Direttore tecnico delle performance: Ciaron Pilbeam
- Collaudatori: Jack Doohan, Kush Maini

## Monoposto
| Nome                       | Anno      |
| -------------------------- | --------- |
| Renault RS01               | 1977-1979 |
| Renault RS10               | 1979      |
| Renault RE20               | 1980      |
| Renault RE20B Renault RE30 | 1981      |
| Renault RE30B              | 1982      |
| Renault RE30C Renault RE40 | 1983      |
| Renault RE50               | 1984      |
| Renault RE60 Renault RE60B | 1985      |
| Renault R202               | 2002      |
| Renault R23 Renault R23B   | 2003      |
| Renault R24                | 2004      |
| Renault R25                | 2005      |
| Renault R26                | 2006      |
| Renault R27                | 2007      |
| Renault R28                | 2008      |
| Renault R29                | 2009      |
| Renault R30                | 2010      |
| Renault R31                | 2011      |
| Renault R.S.16             | 2016      |
| Renault R.S.17             | 2017      |
| Renault R.S.18             | 2018      |
| Renault R.S.19             | 2019      |
| Renault R.S.20             | 2020      |
| Alpine A521                | 2021      |
| Alpine A522                | 2022      |
| Alpine A523                | 2023      |
| Alpine A524                | 2024      |
| Alpine A525                | 2025      |

## Piloti migliori
| Pilota                | Anni                            | Titoli mondiali | Gran Premi | Vittorie | Podi |
| --------------------- | ------------------------------- | --------------- | ---------- | -------- | ---- |
| Fernando Alonso       | 2003-2006, 2008-2009, 2021-2022 | 2               | 149        | 17       | 42   |
| Alain Prost           | 1981-1983                       | -               | 46         | 9        | 17   |
| René Arnoux           | 1979-1982                       | -               | 58         | 4        | 11   |
| Giancarlo Fisichella  | 2005-2007                       | -               | 53         | 2        | 8    |
| Jean-Pierre Jabouille | 1977-1980                       | -               | 45         | 2        | 2    |
| Esteban Ocon          | 2020-2024                       | -               | 106        | 1        | 4    |
| Jarno Trulli          | 2002-2004                       | -               | 48         | 1        | 3    |
| Derek Warwick         | 1984-1985                       | -               | 31         | -        | 4    |
| Eddie Cheever         | 1983                            | -               | 15         | -        | 4    |
| Patrick Tambay        | 1984-1985                       | -               | 30         | -        | 3    |
| Robert Kubica         | 2010                            | -               | 19         | -        | 3    |
| Pierre Gasly          | 2023-                           | -               | 59         | -        | 2    |
| Daniel Ricciardo      | 2019-2020                       | -               | 38         | -        | 2    |
| Vitalij Petrov        | 2010-2011                       | -               | 38         | -        | 1    |
| Nelson Piquet Jr.     | 2008-2009                       | -               | 28         | -        | 1    |
| Heikki Kovalainen     | 2007                            | -               | 17         | -        | 1    |
| Nick Heidfeld         | 2011                            | -               | 11         | -        | 1    |

## Risultati completi in Formula 1

### Come costruttore
| Anno | Vettura | Motore      | Gomme | Piloti    |  |  |  |  |  |  |  |  |  |     |  |  |     |     |     |    |  |  |  |  |  |  |  |  | Punti | Pos. |
| ---- | ------- | ----------- | ----- | --------- |  |  |  |  |  |  |  |  |  | --- |  |  | --- | --- | --- | -- |  |  |  |  |  |  |  |  | ----- | ---- |
| 1977 | RS01    | Renault EF1 | M     | Jabouille |  |  |  |  |  |  |  |  |  | Rit |  |  | Rit | Rit | Rit | NQ |  |  |  |  |  |  |  |  | 0     | -    |

| Anno | Vettura | Motore      | Gomme | Piloti    |  |  |     |     |    |    |    |     |     |     |     |     |     |     |   |    |  |  |  |  |  |  |  |  | Punti | Pos. |
| ---- | ------- | ----------- | ----- | --------- |  |  | --- | --- | -- | -- | -- | --- | --- | --- | --- | --- | --- | --- | - | -- |  |  |  |  |  |  |  |  | ----- | ---- |
| 1978 | RS01    | Renault EF1 | M     | Jabouille |  |  | Rit | Rit | 10 | NC | 13 | Rit | Rit | Rit | Rit | Rit | Rit | Rit | 4 | 12 |  |  |  |  |  |  |  |  | 3     | 12º  |

| Anno | Vettura   | Motore      | Gomme | Piloti    |     |     |     |    |     |     |     |   |     |     |     |     |     |     |     |  |  |  |  |  |  |  |  |  | Punti | Pos. |
| ---- | --------- | ----------- | ----- | --------- | --- | --- | --- | -- | --- | --- | --- | - | --- | --- | --- | --- | --- | --- | --- |  |  |  |  |  |  |  |  |  | ----- | ---- |
| 1979 | RS01 RS10 | Renault EF1 | M     | Jabouille | Rit | 10  | Rit | NP | Rit | Rit | 8   | 1 | Rit | Rit | Rit | Rit | 14  | Rit | Rit |  |  |  |  |  |  |  |  |  | 26    | 6º   |
| 1979 | RS01 RS10 | Renault EF1 | M     | Arnoux    | Rit | Rit | Rit | WD | 9   | Rit | Rit | 3 | 2   | Rit | 6   | Rit | Rit | Rit | 2   |  |  |  |  |  |  |  |  |  | 26    | 6º   |

| Anno | Vettura | Motore      | Gomme | Piloti    |     |     |     |    |     |     |     |     |     |   |     |     |     |     |  |  |  |  |  |  |  |  |  |  | Punti | Pos. |
| ---- | ------- | ----------- | ----- | --------- | --- | --- | --- | -- | --- | --- | --- | --- | --- | - | --- | --- | --- | --- |  |  |  |  |  |  |  |  |  |  | ----- | ---- |
| 1980 | RE20    | Renault EF1 | M     | Jabouille | Rit | Rit | Rit | 10 | Rit | Rit | Rit | Rit | Rit | 1 | Rit | Rit | Rit | INF |  |  |  |  |  |  |  |  |  |  | 38    | 4º   |
| 1980 | RE20    | Renault EF1 | M     | Arnoux    | Rit | 1   | 1   | 9  | 4   | Rit | 5   | NC  | Rit | 9 | 2   | 10  | Rit | 7   |  |  |  |  |  |  |  |  |  |  | 38    | 4º   |

| Anno | Vettura    | Motore      | Gomme | Piloti |     |     |   |     |     |     |     |   |     |    |     |     |     |     |     |  |  |  |  |  |  |  |  |  | Punti | Pos. |
| ---- | ---------- | ----------- | ----- | ------ | --- | --- | - | --- | --- | --- | --- | - | --- | -- | --- | --- | --- | --- | --- |  |  |  |  |  |  |  |  |  | ----- | ---- |
| 1981 | RE20B RE30 | Renault EF1 | M     | Prost  | Rit | Rit | 3 | Rit | Rit | Rit | Rit | 1 | Rit | 2  | Rit | 1   | 1   | Rit | 2   |  |  |  |  |  |  |  |  |  | 54    | 3º   |
| 1981 | RE20B RE30 | Renault EF1 | M     | Arnoux | 8   | Rit | 5 | 8   | NQ  | Rit | 9   | 4 | 9   | 13 | 2   | Rit | Rit | Rit | Rit |  |  |  |  |  |  |  |  |  | 54    | 3º   |

| Anno | Vettura | Motore      | Gomme | Piloti |   |     |     |     |     |     |    |     |     |     |   |     |     |    |     |     |  |  |  |  |  |  |  |  | Punti | Pos. |
| ---- | ------- | ----------- | ----- | ------ | - | --- | --- | --- | --- | --- | -- | --- | --- | --- | - | --- | --- | -- | --- | --- |  |  |  |  |  |  |  |  | ----- | ---- |
| 1982 | RE30B   | Renault EF1 | M     | Prost  | 1 | 1   | Rit | Rit | Rit | 7   | NC | Rit | Rit | 6   | 2 | Rit | 8   | 2  | Rit | 4   |  |  |  |  |  |  |  |  | 62    | 3º   |
| 1982 | RE30B   | Renault EF1 | M     | Arnoux | 3 | Rit | Rit | Rit | Rit | Rit | 10 | Rit | Rit | Rit | 1 | 2   | Rit | 16 | 1   | Rit |  |  |  |  |  |  |  |  | 62    | 3º   |

| Anno | Vettura    | Motore      | Gomme | Piloti  |     |    |   |     |     |   |     |   |     |     |   |     |     |    |     |  |  |  |  |  |  |  |  |  | Punti | Pos. |
| ---- | ---------- | ----------- | ----- | ------- | --- | -- | - | --- | --- | - | --- | - | --- | --- | - | --- | --- | -- | --- |  |  |  |  |  |  |  |  |  | ----- | ---- |
| 1983 | RE30C RE40 | Renault EF1 | M     | Prost   | 7   | 11 | 1 | 2   | 3   | 1 | 8   | 5 | 1   | 4   | 1 | Rit | Rit | 2  | Rit |  |  |  |  |  |  |  |  |  | 79    | 2º   |
| 1983 | RE30C RE40 | Renault EF1 | M     | Cheever | Rit | 13 | 3 | Rit | Rit | 3 | Rit | 2 | Rit | Rit | 4 | Rit | 3   | 10 | 6   |  |  |  |  |  |  |  |  |  | 79    | 2º   |

| Anno | Vettura | Motore      | Gomme | Piloti  |     |     |   |     |     |     |     |     |     |   |   |     |     |     |     |     |  |  |  |  |  |  |  |  | Punti | Pos. |
| ---- | ------- | ----------- | ----- | ------- | --- | --- | - | --- | --- | --- | --- | --- | --- | - | - | --- | --- | --- | --- | --- |  |  |  |  |  |  |  |  | ----- | ---- |
| 1984 | RE50    | Renault EF4 | M     | Tambay  | 5   | Rit | 7 | Rit | 2   | Rit | SP  | Rit | Rit | 8 | 5 | Rit | 6   | Rit | Rit | 7   |  |  |  |  |  |  |  |  | 34    | 5º   |
| 1984 | RE50    | Renault EF4 | M     | Warwick | Rit | 3   | 2 | 4   | Rit | Rit | Rit | Rit | Rit | 2 | 3 | Rit | Rit | Rit | 11  | Rit |  |  |  |  |  |  |  |  | 34    | 5º   |
| 1984 | RE50    | Renault EF4 | M     | Streiff |     |     |   |     |     |     |     |     |     |   |   |     |     |     |     | Rit |  |  |  |  |  |  |  |  | 34    | 5º   |

| Anno | Vettura    | Motore            | Gomme | Piloti   |    |   |    |     |     |     |   |     |     |     |     |     |     |     |  |     |  |  |  |  |  |  |  |  | Punti | Pos. |
| ---- | ---------- | ----------------- | ----- | -------- | -- | - | -- | --- | --- | --- | - | --- | --- | --- | --- | --- | --- | --- |  | --- |  |  |  |  |  |  |  |  | ----- | ---- |
| 1985 | RE60 RE60B | Renault EF4B EF15 | G     | Tambay   | 5  | 3 | 3  | Rit | 7   | Rit | 6 | Rit | Rit | 10  | Rit | 7   | Rit | 12  |  | Rit |  |  |  |  |  |  |  |  | 16    | 7º   |
| 1985 | RE60 RE60B | Renault EF4B EF15 | G     | Warwick  | 10 | 7 | 10 | 5   | Rit | Rit | 7 | 5   | Rit | Rit | Rit | Rit | 6   | Rit |  | Rit |  |  |  |  |  |  |  |  | 16    | 7º   |
| 1985 | RE60 RE60B | Renault EF4B EF15 | G     | Hesnault |    |   |    |     |     |     |   |     | Rit |     |     |     |     |     |  |     |  |  |  |  |  |  |  |  | 16    | 7º   |

| Anno | Vettura | Motore       | Gomme | Piloti |     |     |     |   |     |     |     |     |   |     |     |     |     |     |   |   |     |  |  |  |  |  |  |  | Punti | Pos. |
| ---- | ------- | ------------ | ----- | ------ | --- | --- | --- | - | --- | --- | --- | --- | - | --- | --- | --- | --- | --- | - | - | --- |  |  |  |  |  |  |  | ----- | ---- |
| 2002 | R202    | Renault RS22 | M     | Trulli | Rit | Rit | Rit | 9 | 10* | Rit | 4   | 6   | 8 | Rit | Rit | Rit | 8   | Rit | 4 | 5 | Rit |  |  |  |  |  |  |  | 23    | 4º   |
| 2002 | R202    | Renault RS22 | M     | Button | Rit | 4   | 4   | 5 | 12* | 7   | Rit | 15* | 5 | 12* | 6   | Rit | Rit | Rit | 5 | 8 | 6   |  |  |  |  |  |  |  | 23    | 4º   |

| Anno | Vettura  | Motore       | Gomme | Piloti |   |   |   |    |     |     |   |     |     |     |     |   |   |     |     |     |  |  |  |  |  |  |  |  | Punti | Pos. |
| ---- | -------- | ------------ | ----- | ------ | - | - | - | -- | --- | --- | - | --- | --- | --- | --- | - | - | --- | --- | --- |  |  |  |  |  |  |  |  | ----- | ---- |
| 2003 | R23 R23B | Renault RS23 | M     | Trulli | 5 | 5 | 8 | 13 | Rit | 8   | 6 | Rit | Rit | Rit | 6   | 3 | 7 | Rit | 4   | 5   |  |  |  |  |  |  |  |  | 88    | 4º   |
| 2003 | R23 R23B | Renault RS23 | M     | Alonso | 7 | 3 | 3 | 6  | 2   | Rit | 5 | 4   | 4   | Rit | Rit | 4 | 1 | 8   | Rit | Rit |  |  |  |  |  |  |  |  | 88    | 4º   |

| Anno | Vettura | Motore       | Gomme | Piloti     |   |   |   |   |   |     |   |     |     |   |     |    |     |     |     |    |    |    |  |  |  |  |  |  | Punti | Pos. |
| ---- | ------- | ------------ | ----- | ---------- | - | - | - | - | - | --- | - | --- | --- | - | --- | -- | --- | --- | --- | -- | -- | -- |  |  |  |  |  |  | ----- | ---- |
| 2004 | R24     | Renault RS24 | M     | Trulli     | 7 | 5 | 4 | 5 | 3 | 1   | 4 | Rit | 4   | 4 | Rit | 11 | Rit | 9   | 10  |    |    |    |  |  |  |  |  |  | 105   | 3º   |
| 2004 | R24     | Renault RS24 | M     | Villeneuve |   |   |   |   |   |     |   |     |     |   |     |    |     |     |     | 11 | 10 | 10 |  |  |  |  |  |  | 105   | 3º   |
| 2004 | R24     | Renault RS24 | M     | Alonso     | 3 | 7 | 6 | 4 | 4 | Rit | 5 | Rit | Rit | 2 | 10  | 3  | 3   | Rit | Rit | 4  | 5  | 4  |  |  |  |  |  |  | 105   | 3º   |

| Anno | Vettura | Motore       | Gomme | Piloti     |   |     |     |     |   |    |   |     |    |   |   |   |    |   |   |     |   |   |   |  |  |  |  |  | Punti | Pos. |
| ---- | ------- | ------------ | ----- | ---------- | - | --- | --- | --- | - | -- | - | --- | -- | - | - | - | -- | - | - | --- | - | - | - |  |  |  |  |  | ----- | ---- |
| 2005 | R25     | Renault RS25 | M     | Alonso     | 3 | 1   | 1   | 1   | 2 | 4  | 1 | Rit | NP | 1 | 2 | 1 | 11 | 2 | 2 | 2   | 3 | 3 | 1 |  |  |  |  |  | 191   | 1º   |
| 2005 | R25     | Renault RS25 | M     | Fisichella | 1 | Rit | Rit | Rit | 5 | 12 | 6 | Rit | NP | 6 | 4 | 4 | 9  | 4 | 3 | Rit | 5 | 2 | 4 |  |  |  |  |  | 191   | 1º   |

| Anno | Vettura | Motore       | Gomme | Piloti     |     |   |   |   |   |   |   |   |   |   |   |   |     |   |     |   |   |   |  |  |  |  |  |  | Punti | Pos. |
| ---- | ------- | ------------ | ----- | ---------- | --- | - | - | - | - | - | - | - | - | - | - | - | --- | - | --- | - | - | - |  |  |  |  |  |  | ----- | ---- |
| 2006 | R26     | Renault RS26 | M     | Alonso     | 1   | 2 | 1 | 2 | 2 | 1 | 1 | 1 | 1 | 5 | 2 | 5 | Rit | 2 | Rit | 2 | 1 | 2 |  |  |  |  |  |  | 206   | 1º   |
| 2006 | R26     | Renault RS26 | M     | Fisichella | Rit | 1 | 5 | 8 | 6 | 3 | 6 | 4 | 4 | 3 | 6 | 6 | Rit | 6 | 4   | 3 | 3 | 6 |  |  |  |  |  |  | 206   | 1º   |

| Anno | Vettura | Motore       | Gomme | Piloti     |    |   |   |   |     |    |   |    |   |    |    |   |    |     |   |    |     |  |  |  |  |  |  |  | Punti | Pos. |
| ---- | ------- | ------------ | ----- | ---------- | -- | - | - | - | --- | -- | - | -- | - | -- | -- | - | -- | --- | - | -- | --- |  |  |  |  |  |  |  | ----- | ---- |
| 2007 | R27     | Renault RS27 | B     | Fisichella | 5  | 6 | 8 | 9 | 4   | SQ | 9 | 6  | 8 | 10 | 12 | 9 | 12 | Rit | 5 | 11 | Rit |  |  |  |  |  |  |  | 51    | 3º   |
| 2007 | R27     | Renault RS27 | B     | Kovalainen | 10 | 8 | 9 | 7 | 13* | 4  | 5 | 15 | 7 | 8  | 8  | 6 | 7  | 8   | 2 | 9  | Rit |  |  |  |  |  |  |  | 51    | 3º   |

| Anno | Vettura | Motore       | Gomme | Piloti     |     |    |     |     |    |     |     |   |     |    |   |     |     |    |     |   |   |     |  |  |  |  |  |  | Punti | Pos. |
| ---- | ------- | ------------ | ----- | ---------- | --- | -- | --- | --- | -- | --- | --- | - | --- | -- | - | --- | --- | -- | --- | - | - | --- |  |  |  |  |  |  | ----- | ---- |
| 2008 | R28     | Renault RS27 | B     | Alonso     | 4   | 8  | 10  | Rit | 6  | 10  | Rit | 8 | 6   | 11 | 4 | Rit | 4   | 4  | 1   | 1 | 4 | 2   |  |  |  |  |  |  | 80    | 4º   |
| 2008 | R28     | Renault RS27 | B     | Piquet Jr. | Rit | 11 | Rit | Rit | 15 | Rit | Rit | 7 | Rit | 2  | 6 | 11  | Rit | 10 | Rit | 4 | 8 | Rit |  |  |  |  |  |  | 80    | 4º   |

| Anno | Vettura | Motore       | Gomme | Piloti     |     |    |    |    |    |     |    |    |    |     |    |     |    |     |    |     |    |  |  |  |  |  |  |  | Punti | Pos. |
| ---- | ------- | ------------ | ----- | ---------- | --- | -- | -- | -- | -- | --- | -- | -- | -- | --- | -- | --- | -- | --- | -- | --- | -- |  |  |  |  |  |  |  | ----- | ---- |
| 2009 | R29     | Renault RS27 | B     | Alonso     | 5   | 11 | 9  | 8  | 5  | 7   | 10 | 14 | 7  | Rit | 6  | Rit | 5  | 3   | 10 | Rit | 14 |  |  |  |  |  |  |  | 26    | 8º   |
| 2009 | R29     | Renault RS27 | B     | Piquet Jr. | Rit | 13 | 16 | 10 | 12 | Rit | 16 | 12 | 13 | 12  |    |     |    |     |    |     |    |  |  |  |  |  |  |  | 26    | 8º   |
| 2009 | R29     | Renault RS27 | B     | Grosjean   |     |    |    |    |    |     |    |    |    |     | 15 | Rit | 15 | Rit | 16 | 13  | 18 |  |  |  |  |  |  |  | 26    | 8º   |

| Anno | Vettura | Motore            | Gomme | Piloti |     |     |     |   |    |     |    |    |    |     |    |     |   |    |    |     |     |    |   |  |  |  |  |  | Punti | Pos. |
| ---- | ------- | ----------------- | ----- | ------ | --- | --- | --- | - | -- | --- | -- | -- | -- | --- | -- | --- | - | -- | -- | --- | --- | -- | - |  |  |  |  |  | ----- | ---- |
| 2010 | R30     | Renault RS27-2010 | B     | Kubica | 11  | 2   | 4   | 5 | 8  | 3   | 6  | 7  | 5  | Rit | 7  | Rit | 3 | 8  | 7  | Rit | 5   | 9  | 5 |  |  |  |  |  | 163   | 5º   |
| 2010 | R30     | Renault RS27-2010 | B     | Petrov | Rit | Rit | Rit | 7 | 11 | 13* | 15 | 17 | 14 | 13  | 10 | 5   | 9 | 13 | 11 | Rit | Rit | 16 | 6 |  |  |  |  |  | 163   | 5º   |

| Anno | Vettura | Motore            | Gomme | Piloti   |    |     |    |   |    |     |     |    |    |     |     |    |     |    |    |     |    |    |    |  |  |  |  |  | Punti | Pos. |
| ---- | ------- | ----------------- | ----- | -------- | -- | --- | -- | - | -- | --- | --- | -- | -- | --- | --- | -- | --- | -- | -- | --- | -- | -- | -- |  |  |  |  |  | ----- | ---- |
| 2011 | R31     | Renault RS27-2011 | P     | Heidfeld | 12 | 3   | 12 | 7 | 8  | 8   | Rit | 10 | 8  | Rit | Rit |    |     |    |    |     |    |    |    |  |  |  |  |  | 73    | 5º   |
| 2011 | R31     | Renault RS27-2011 | P     | Senna    |    |     |    |   |    |     |     |    |    |     |     | 13 | 9   | 15 | 16 | 13  | 12 | 16 | 17 |  |  |  |  |  | 73    | 5º   |
| 2011 | R31     | Renault RS27-2011 | P     | Petrov   | 3  | 17* | 9  | 8 | 11 | Rit | 5   | 15 | 12 | 10  | 12  | 9  | Rit | 17 | 9  | Rit | 11 | 13 | 10 |  |  |  |  |  | 73    | 5º   |

| Anno | Vettura | Motore         | Gomme | Piloti    |    |    |    |    |    |     |     |    |    |     |    |    |     |     |    |     |    |    |    |     |     |  |  |  | Punti | Pos. |
| ---- | ------- | -------------- | ----- | --------- | -- | -- | -- | -- | -- | --- | --- | -- | -- | --- | -- | -- | --- | --- | -- | --- | -- | -- | -- | --- | --- |  |  |  | ----- | ---- |
| 2016 | R.S.16  | Renault R.E.16 | P     | Magnussen | 12 | 11 | 17 | 7  | 15 | Rit | 16  | 14 | 14 | 17* | 15 | 16 | Rit | 17  | 10 | Rit | 14 | 12 | 17 | 14  | Rit |  |  |  | 8     | 9º   |
| 2016 | R.S.16  | Renault R.E.16 | P     | Palmer    | 11 | NP | 22 | 13 | 13 | Rit | Rit | 15 | 12 | Rit | 12 | 19 | 15  | Rit | 15 | 10  | 12 | 13 | 14 | Rit | 17  |  |  |  | 8     | 9º   |

| Anno | Vettura | Motore         | Gomme | Piloti     |     |    |    |     |    |     |    |     |    |    |     |    |     |     |    |     |     |     |    |     |  |  |  |  | Punti | Pos. |
| ---- | ------- | -------------- | ----- | ---------- | --- | -- | -- | --- | -- | --- | -- | --- | -- | -- | --- | -- | --- | --- | -- | --- | --- | --- | -- | --- |  |  |  |  | ----- | ---- |
| 2017 | R.S.17  | Renault R.E.17 | P     | Hülkenberg | 11  | 12 | 9  | 8   | 6  | Rit | 8  | Rit | 13 | 6  | 17* | 6  | 13  | Rit | 16 | Rit | Rit | Rit | 10 | 6   |  |  |  |  | 57    | 6º   |
| 2017 | R.S.17  | Renault R.E.17 | P     | Palmer     | Rit | 13 | 13 | Rit | 15 | 11  | 11 | Rit | 11 | NP | 12  | 13 | Rit | 6   | 15 | 12  |     |     |    |     |  |  |  |  | 57    | 6º   |
| 2017 | R.S.17  | Renault R.E.17 | P     | Sainz Jr.  |     |    |    |     |    |     |    |     |    |    |     |    |     |     |    |     | 7   | Rit | 11 | Rit |  |  |  |  | 57    | 6º   |

| Anno | Vettura | Motore         | Gomme | Piloti     |    |    |   |     |     |    |   |   |     |     |    |    |     |    |    |    |     |   |     |     |     |  |  |  | Punti | Pos. |
| ---- | ------- | -------------- | ----- | ---------- | -- | -- | - | --- | --- | -- | - | - | --- | --- | -- | -- | --- | -- | -- | -- | --- | - | --- | --- | --- |  |  |  | ----- | ---- |
| 2018 | R.S.18  | Renault R.E.18 | P     | Hülkenberg | 7  | 6  | 6 | Rit | Rit | 8  | 7 | 9 | Rit | 6   | 5  | 12 | Rit | 13 | 10 | 12 | Rit | 6 | 6   | Rit | Rit |  |  |  | 122   | 4º   |
| 2018 | R.S.18  | Renault R.E.18 | P     | Sainz Jr.  | 10 | 11 | 9 | 5   | 7   | 10 | 8 | 8 | 12  | Rit | 12 | 9  | 11  | 8  | 8  | 17 | 10  | 7 | Rit | 12  | 6   |  |  |  | 122   | 4º   |

| Anno | Vettura | Motore            | Gomme | Piloti     |     |     |     |     |    |    |   |    |    |    |     |    |    |   |    |     |    |    |   |    |    |  |  |  | Punti | Pos. |
| ---- | ------- | ----------------- | ----- | ---------- | --- | --- | --- | --- | -- | -- | - | -- | -- | -- | --- | -- | -- | - | -- | --- | -- | -- | - | -- | -- |  |  |  | ----- | ---- |
| 2019 | R.S.19  | Renault E-Tech 19 | P     | Ricciardo  | Rit | 18* | 7   | Rit | 12 | 9  | 6 | 11 | 12 | 7  | Rit | 14 | 14 | 4 | 14 | Rit | SQ | 8  | 6 | 6  | 11 |  |  |  | 91    | 5º   |
| 2019 | R.S.19  | Renault E-Tech 19 | P     | Hülkenberg | 7   | 17* | Rit | 14  | 13 | 13 | 7 | 8  | 13 | 10 | Rit | 12 | 8  | 5 | 9  | 10  | SQ | 10 | 9 | 15 | 12 |  |  |  | 91    | 5º   |

| Anno | Vettura | Motore            | Gomme | Piloti    |     |     |    |   |    |    |   |   |     |   |     |   |     |    |   |   |   |  |  |  |  |  |  |  | Punti | Pos. |
| ---- | ------- | ----------------- | ----- | --------- | --- | --- | -- | - | -- | -- | - | - | --- | - | --- | - | --- | -- | - | - | - |  |  |  |  |  |  |  | ----- | ---- |
| 2020 | R.S.20  | Renault E-Tech 20 | P     | Ricciardo | Rit | 8   | 8  | 4 | 14 | 11 | 4 | 6 | 4   | 5 | 3   | 9 | 3   | 10 | 7 | 5 | 7 |  |  |  |  |  |  |  | 181   | 5º   |
| 2020 | R.S.20  | Renault E-Tech 20 | P     | Ocon      | 8   | Rit | 14 | 6 | 8  | 13 | 5 | 8 | Rit | 7 | Rit | 8 | Rit | 11 | 9 | 2 | 9 |  |  |  |  |  |  |  | 181   | 5º   |

| Anno | Vettura | Motore            | Gomme | Piloti |     |    |   |    |    |     |    |    |     |   |   |    |   |    |    |    |     |    |   |   |    |   |  |  | Punti | Pos. |
| ---- | ------- | ----------------- | ----- | ------ | --- | -- | - | -- | -- | --- | -- | -- | --- | - | - | -- | - | -- | -- | -- | --- | -- | - | - | -- | - |  |  | ----- | ---- |
| 2021 | A521    | Renault E-Tech 21 | P     | Alonso | Rit | 10 | 8 | 17 | 13 | 6   | 8  | 9  | 10  | 7 | 4 | 11 | 6 | 8  | 6  | 16 | Rit | 9  | 9 | 3 | 13 | 8 |  |  | 155   | 5º   |
| 2021 | A521    | Renault E-Tech 21 | P     | Ocon   | 13  | 9  | 7 | 9  | 9  | Rit | 14 | 14 | Rit | 9 | 1 | 7  | 9 | 10 | 14 | 10 | Rit | 13 | 8 | 5 | 4  | 9 |  |  | 155   | 5º   |

| Anno | Vettura | Motore              | Gomme | Piloti |   |     |    |     |    |   |    |    |   |     |    |   |   |   |   |     |     |   |    |     |   |     |  |  | Punti | Pos. |
| ---- | ------- | ------------------- | ----- | ------ | - | --- | -- | --- | -- | - | -- | -- | - | --- | -- | - | - | - | - | --- | --- | - | -- | --- | - | --- |  |  | ----- | ---- |
| 2022 | A522    | Renault E-Tech RE22 | P     | Alonso | 9 | Rit | 17 | Rit | 11 | 9 | 7  | 7  | 9 | 5   | 10 | 6 | 8 | 5 | 6 | Rit | Rit | 7 | 7  | 19* | 5 | Rit |  |  | 173   | 4º   |
| 2022 | A522    | Renault E-Tech RE22 | P     | Ocon   | 7 | 6   | 7  | 14  | 8  | 7 | 12 | 10 | 6 | Rit | 56 | 8 | 9 | 7 | 9 | 11  | Rit | 4 | 11 | 8   | 8 | 7   |  |  | 173   | 4º   |

| Anno | Vettura | Motore              | Gomme | Piloti |     |   |     |    |   |   |    |    |     |     |     |     |    |     |     |    |    |     |    |    |    |    |  |  | Punti | Pos. |
| ---- | ------- | ------------------- | ----- | ------ | --- | - | --- | -- | - | - | -- | -- | --- | --- | --- | --- | -- | --- | --- | -- | -- | --- | -- | -- | -- | -- |  |  | ----- | ---- |
| 2023 | A523    | Renault E-Tech RE23 | P     | Ocon   | Rit | 8 | 14* | 15 | 9 | 3 | 8  | 8  | 147 | Rit | Rit | 8   | 10 | Rit | Rit | 9  | 7  | Rit | 10 | 10 | 4  | 12 |  |  | 120   | 6º   |
| 2023 | A523    | Renault E-Tech RE23 | P     | Gasly  | 9   | 9 | 13* | 14 | 8 | 7 | 10 | 12 | 10  | 18* | Rit | 113 | 3  | 15  | 6   | 10 | 12 | 67  | 11 | 7  | 11 | 13 |  |  | 120   | 6º   |

| Anno | Vettura | Motore              | Gomme | Piloti |    |     |    |    |    |    |    |     |    |    |    |    |     |    |    |    |    |    |    |    |    |     |     |    | Punti | Pos. |
| ---- | ------- | ------------------- | ----- | ------ | -- | --- | -- | -- | -- | -- | -- | --- | -- | -- | -- | -- | --- | -- | -- | -- | -- | -- | -- | -- | -- | --- | --- | -- | ----- | ---- |
| 2024 | A524    | Renault E-Tech RE24 | P     | Ocon   | 17 | 13  | 16 | 15 | 11 | 10 | 14 | Rit | 10 | 10 | 12 | 16 | 18  | 9  | 15 | 14 | 15 | 13 | 18 | 13 | 2  | 17  | Rit |    | 65    | 6º   |
| 2024 | A524    | Renault E-Tech RE24 | P     | Doohan |    |     |    |    |    |    |    |     |    |    |    |    |     |    |    |    |    |    |    |    |    |     |     | 15 | 65    | 6º   |
| 2024 | A524    | Renault E-Tech RE24 | P     | Gasly  | 18 | Rit | 13 | 16 | 13 | 12 | 16 | 10  | 9  | 9  | 10 | NP | Rit | 13 | 9  | 15 | 12 | 17 | 12 | 10 | 37 | Rit | 5   | 7  | 65    | 6º   |

| Anno | Vettura | Motore              | Gomme | Piloti    |     |    |    |    |     |     |    |     |    |    |    |    |    |    |  |  |  |  |  |  |  |  |  |  | Punti | Pos. |
| ---- | ------- | ------------------- | ----- | --------- | --- | -- | -- | -- | --- | --- | -- | --- | -- | -- | -- | -- | -- | -- |  |  |  |  |  |  |  |  |  |  | ----- | ---- |
| 2025 | A525    | Renault E-Tech RE25 | P     | Gasly     | 11  | SQ | 13 | 7  | Rit | 138 | 13 | Rit | 8  | 15 | 13 | 6  | 10 | 19 |  |  |  |  |  |  |  |  |  |  | 20    |      |
| 2025 | A525    | Renault E-Tech RE25 | P     | Doohan    | Rit | 13 | 15 | 14 | 17  | Rit |    |     |    |    |    |    |    |    |  |  |  |  |  |  |  |  |  |  | 20    |      |
| 2025 | A525    | Renault E-Tech RE25 | P     | Colapinto |     |    |    |    |     |     | 16 | 13  | 15 | 13 | 15 | NP | 19 | 18 |  |  |  |  |  |  |  |  |  |  | 20    |      |

| Legenda | 1º posto     | 2º posto | 3º posto    | A punti         | Senza punti/Non class.  | Grassetto – Pole position Corsivo – Giro più veloce Apice – Risultato Sprint (A punti) |
| Legenda | Squalificato | Ritirato | Non partito | Non qualificato | Solo prove/Terzo pilota | Grassetto – Pole position Corsivo – Giro più veloce Apice – Risultato Sprint (A punti) |

* – Indica il pilota ritirato ma ugualmente classificato avendo coperto, come previsto dal regolamento, almeno il 90% della distanza di gara.

### Come fornitore di motori
| Costruttore   | Stagioni                    | Disputati | Vittorie | Pole position | Giri veloci | Campionato mondiale costruttori | Campionato mondiale piloti |
| ------------- | --------------------------- | --------- | -------- | ------------- | ----------- | ------------------------------- | -------------------------- |
| / Renault     | 1977-1985, 2002-2011, 2016- | 504       | 36       | 51            | 34          | 2 (2005-2006)                   | 2 (2005-2006)              |
| Team Lotus    | 1983-1986                   | 62        | 5        | 19            | 4           | -                               | -                          |
| Ligier        | 1984-1986, 1992-1994        | 95        | 0        | 0             | 1           | -                               | -                          |
| Tyrrell       | 1985-1986                   | 26        | 0        | 0             | 0           | -                               | -                          |
| Williams      | 1989-1997, 2012-2013        | 185       | 64       | 80            | 70          | 5 (1992-1994, 1996-1997)        | 4 (1992-1993, 1996-1997)   |
| / Benetton    | 1995-1997, 2001             | 67        | 12       | 6             | 13          | 1 (1995)                        | 1 (1995)                   |
| Red Bull      | 2007-2015                   | 167       | 50       | 57            | 47          | 4 (2010-2013)                   | 4 (2010-2013)              |
| Caterham      | 2011-2014                   | 75        | 0        | 0             | 0           | -                               | -                          |
| Lotus F1 Team | 2012-2014                   | 58        | 2        | 0             | 5           | -                               | -                          |
| Toro Rosso    | 2014-2015, 2017             | 58        | 0        | 0             | 0           | -                               | -                          |
| McLaren       | 2018-2020                   | 59        | 0        | 0             | 3           | -                               | -                          |
| Totale        | 1977-1986, 1989-1997, 2001- | 761       | 169      | 213           | 177         | 12                              | 11                         |
| Fonti:        |                             |           |          |               |             |                                 |                            |

## Loghi

Il logo di Renault F1 Team usato dal 2002 al 2010
Il composit logo di Mild Seven Renault F1 Team usato dal 2002 al 2003
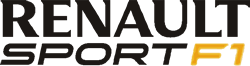
Il logo del motorista Renault Sport F1 usato dal 2011 al 2015
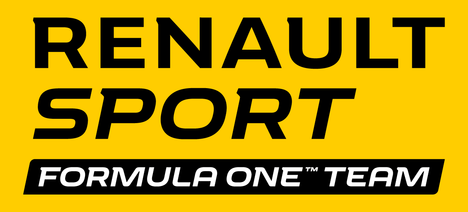
Il logo di Renault Sport Formula One Team usato nella stagione 2016
Il composit logo di Renault DP World F1 Team usato nella stagione 2020
Il logo di Alpine F1 Team usato nella stagione 2021
Il composit logo di BWT Alpine F1 Team usato dal 2022 al 2024
Il composit logo di BWT Alpine Formula One Team in uso dal 2025